# Живопис Візантійської імперії
Живопис Візантійської імперії — важливий етап розвитку європейського живопису доби середньовіччя. Був необхідним етапом складання іконографії та попередником живопису романської доби, частково готики та ранніх етапів італійського відродження.

## Уславлені попередники
Не Візантія і не візантійські митці були початківцями живопису. Вони мали уславлених попередників серед грецьких художників доби еллінізму, серед майстрів коптського Єгипту, майстрів Сирії, Вірменії і навіть Стародавньої Персії. Разом із іконографічними схемами візантійці заберуть і розвинений без них багатий репертуар орнаментики. Два культурні центри — малоазійський та римський — мали найбільший вплив на мистецтво раннього християнства. Християнство із забороненого перейшло в обережно дозволене, а згодом і до офіційно визнаного. На деякий етап тотожність вірувань поєднували як Західну, так і Східну частини Римської імперії. В обох частинах держави християнство згодом вибороло панівні позиції і монополізувало політичну доктрину, судочинство і мораль. Жодне з вірувань на цих територіях в добу античності ще не мало такого всебічного підкорення суспільного життя і тотального контролю церкві. Церковне керівництво ще 787 року на Нікейському соборі затвердило контроль церкви над мистецтвом Візантії. Цей контроль невпинно реалізовувався і чотири століття потому.
Візантія як держава виникає на етапі пізньої античності і чотирьох століть раннього християнства з їх довгим періодом розвитку власного мистецтва. Візантійці де активно, де агресивно (як завойовники) запозичили цілу низку мистецьких знахідок різних народів, аби на їх базі створити власну культуру і власну школу живопису.

## Головні різновиди візантійського живопису
- Фрески Візантії
- Мозаїка Візантійської імперії
- Іконопис Візантійської імперії
- Книжкова мініатюра доби Візантійської імперії

## Етапи вивчення
Оліфа, якою вкривали готові ікони замість лаку, мала властивість сильно темніти і втрачати повну прозорість через 70–80 років. До середини ХІІІ ст. практично зникав живопис ХІ та ХІІ століть. Тобто, наприкінці XV ст. зображення XIV ст. ставали непрозорими і темними. Їх наново віддавали в іконописні майстерні на відновлення. Ікони мили і поверх темного шару оліфи робили нове зображення. Були випадки, коли нове зображення робили на попередній іконі догори дригом, а кількість нових зображень сягала трьох-чотирьох. До початку XVIII ст. в Московії вже абсолютно забули оригінальний іконопис XII, XIII, XIV, XV століть, котрий був надійно схований під новим і часто невдалим, провінційним живописом. У XIX ст. віряни в храмах та науковці могли бачити лише збляклі зображення XVIII ст., та ще прикриті мідяними, срібними чи золоченими окладами (додатки пізньої пори).
Візантійський і руський іконопис як художнє мистецтво середньовіччя було відкрите лише на зламі XIX–XX ст. До цього з'явились перші світські й приватні колекції старовинних ікон та удосконалились технології розчисток і комерційних реставрацій, розрахованих на швидкий продаж. 1890 року в Москві відбувся Археологічний з'їзд. З нагоди події в залах Імператорського історичного музею відкрили першу виставку іконопису під назвою «Давньоруське художество». Назва символічна, бо на виставці сусідують твори візантійських, східних сирійських, російських й італійських іконописних майстерень. Ще попереду часи, коли пам'ятки старовини науково опишуть, розчистять, продатують і рознесуть по століттях та національних школах. Того ж року одну старовинну ікону з виставки придбав Третьяков Павло Михайлович, освічений купець і володар приватної картинної галереї. Іконопис увійшов в сучасну науку.
З метою подальшого вивчення оригінальних зразків візантійського мистецтва в турецькій столиці Стамбул 1895 р. був заснований Російський археологічний інститут. Але вивчення залишків візантійської культури наприкінці ХІХ ст. мало досить обмежений характер. Навіть науковці Нікодим Кондаков (1844—1925) чи Микола Лихачов (1861—1936) могли вивчати обмежене коло старовинних ікон лише за сюжетами та іконографією. Бо більшість візантійських оригіналів-зразків була ще нерозчищеною і залишалась невідомою.
До вивчення візантійського мистецтва залучився і французький науковець Ш. Диль. Прикладу Диля наслідувала низка німецьких, італійських науковців і навіть науковців Сполучених Штатів, де зразків візантійського мистецтва не було .
Почалася довга праця по фіксації і розчистках старовинних ікон та фресок у випадково збережених храмах. Так, фрески монастиря в Нерезі розкриті від пізніх нашарувань лише в 1-й половині ХХ століття. Їх вивчення і надало можливість датувати роботи ХІІ століттям. Фрески в Нерезі були пошкоджені в XVI столітті від сильного землетрусу, а пізніше — замальовані. Дослідження декотрих далеких від Константинополя пам'яток монументального живопису, створених свого часу в Сицилії (Чефалу) та в Сербії (Нерезі), дали підстави пов'язати їх із майстрами візантійської столиці. Надзвичайні мистецькі якості фресок монастиря Пантелеймона в Нерезі, виявлені після їх розчистки (багатство форм, виразів облич святих і апостолів, майстерність, котрі в Константинополі були зафіксовані пізніше і лише частково. Реалізм почуттів і справжній трагізм в сценах «Знімання Ісуса з хреста» та в «Оплакуванні» не знайшли собі подібних в мистецтві фресок Візантії в XI–XII століттях. В історію мистецтва і європейську культуру повернули ще один шедевр.
Періодизація візантійського мистецтва була запропонована Віктором Лазаревим у 1947–1948 рр. Ця періодизація була прийнята більшістю науковців-візантинологів.

## Фрески Візантії
Фреска — розповсюджений в античності й традиційний, відносно дешевий засіб декорування стін (не потребував довгих підготувань чи використання коштовних золота чи срібла. Ювелірні вироби чи коштовний посуд в стінописах відтворювали художніми засобами). Уславлені зразки стінописів були створені вже в Стародавньому Єгипті. Хоча сучасні дослідження довели, що в Стародавньому Єгипті використана інша технологія стінопису, що має значні відмінності від технологій етрусків (що теж полюбляли стінописи) чи технологій майстрів Стародавньої Греції.
Технологія фресок мала дещо спільне в різних регіонах Середземномор'я, але місцеві умови і місцеві майстри сприяли появі декількох модифікацій технології. Перш за все це фреска по вологому і фреска по сухому. Але чиста фреска по вологому майже ніколи не була остаточною. Після висихання її поверхню зазвичай доробляли новими шарами фарб, приховуючи невдалі місця чи підкреслюючи силуети, наносячи порухи світла та деталі.
В ХІ–ХІІ століттях Візантія перейшла в добу розвинених феодальних відносин. Завершувалось формування великих земельних володінь як феодалів, так і візантійських монастирів. Рабовласництво зберігається, але його витісняє закріпачення селян і частки рабів. В державі — смута, візантійські імператори намагаються утримати владу і проводять низку реформ, спрямованих на зміцнення власної влади, хоча це не завжди спрацьовує, не допомагає. Так, історіограф і письменник Михайло Пселл (1018—1196) працював впродовж життя при шести візантійських імператорах.
В ХІ–ХІІ століттях іде нова хвиля підкорення мистецтва Візантії церквою, бо ускладнилось богослужіння через запеклі богословські дискусії. 1054 року пройшов остаточний розкол між східними і західними церквами на православну та католицьку гілки. Візантія обрала православну, а її богослужіння помітно відрізняється від католицького. Ці настанови і примушують віддзеркалювати в творах візантійських митців.
Столичний Константинополь ще залишається центром з помітною будівельною активністю. Перш за все це монастирське будівництво. Кожний із патріархів, заступаючи на престол, починав будівництво нового монастиря, котрий підтримує все власне життя. Так, Михайло Кіруларій заснував монастир власного патрона — Архангела Михаїла, Константин Ліхуд — церкву і монастир Богородиці, Іван Ксифилін — монастир Аргурія тощо. Нові споруди будують на горі Афон, на півострові Халкідіки. Побудова нових храмів логічно сприяла запрошенню художників і мозаїчистів, котрі декорували стіни фресками, а підлоги — мозаїками в різних технологіях. необхідність в нових фресках і мозаїках була обумовлена також скасуванням настанов іконоборства, коли були цілеспрямовано знищені сюжетні мозаїки і фрески більшості константинопольських храмів, включаючи і Софійський собор.
Нові технологічні зрушення прийшли в візантійські фрески в ХІІ ст. до цього широко використовували саме античні технології створення стінописів (багатошаровий тиньк, наповнювачі, вапно в кінцевому шару тиньку, який шліфували). З ХІІ ст. римський багатошаровий тиньк заміняють на 2 шари з додатками товченого вапняка, мармуру чи черепиці.
Бурхлива історія Візантійської імперії не сприяла збереженню більшості сакральних фресок. Їх нищення довершило захоплення візантійських володінь турками-османами, мусульманське вірування яких забороняло реалістичні зображення. Фрески і мозаїки нищили навіть у тих візантійських храмах, що зберегли і пристосували під нові потреби (церква святої Ірини як арсенал і склад, Мірелейон як мечеть тощо). Тому вивчення фресок Візантійської імперії мимоволі базується на залишках фрескових циклів, випадково збережених в дальніх провінціях (острівна Греція, Салоніки в Македонії) чи в регіонах, що були під сильним впливом візантійського мистецтва (Сицилія і Південна Італія, Сербія, Болгарія, Київська Русь-Україна).

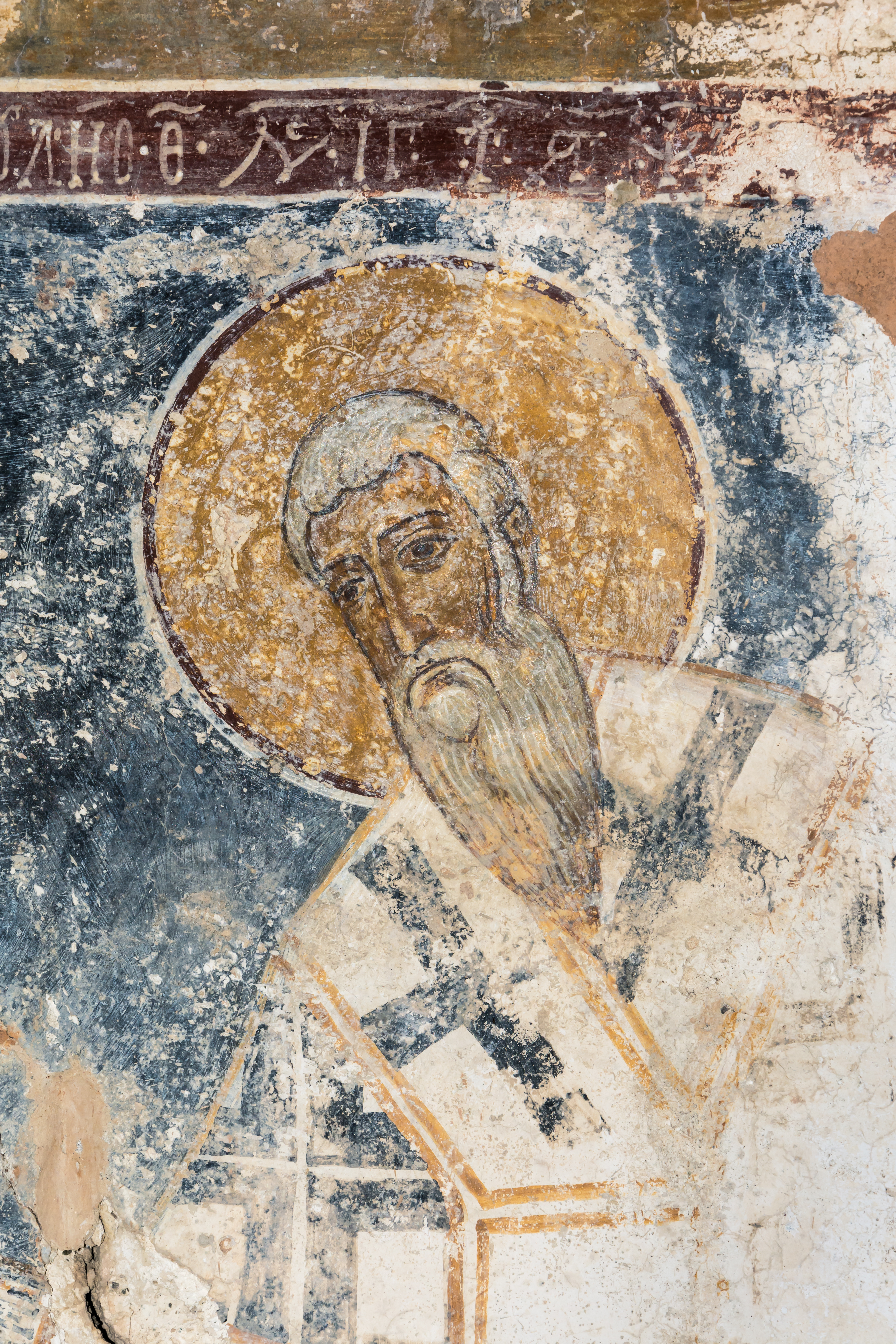
Візантійська фреска Святого Андрія Критського в церкві Святої Анни в долині Амарі, Крит. Фреска датується 1225 роком і є найстарішою на Криті
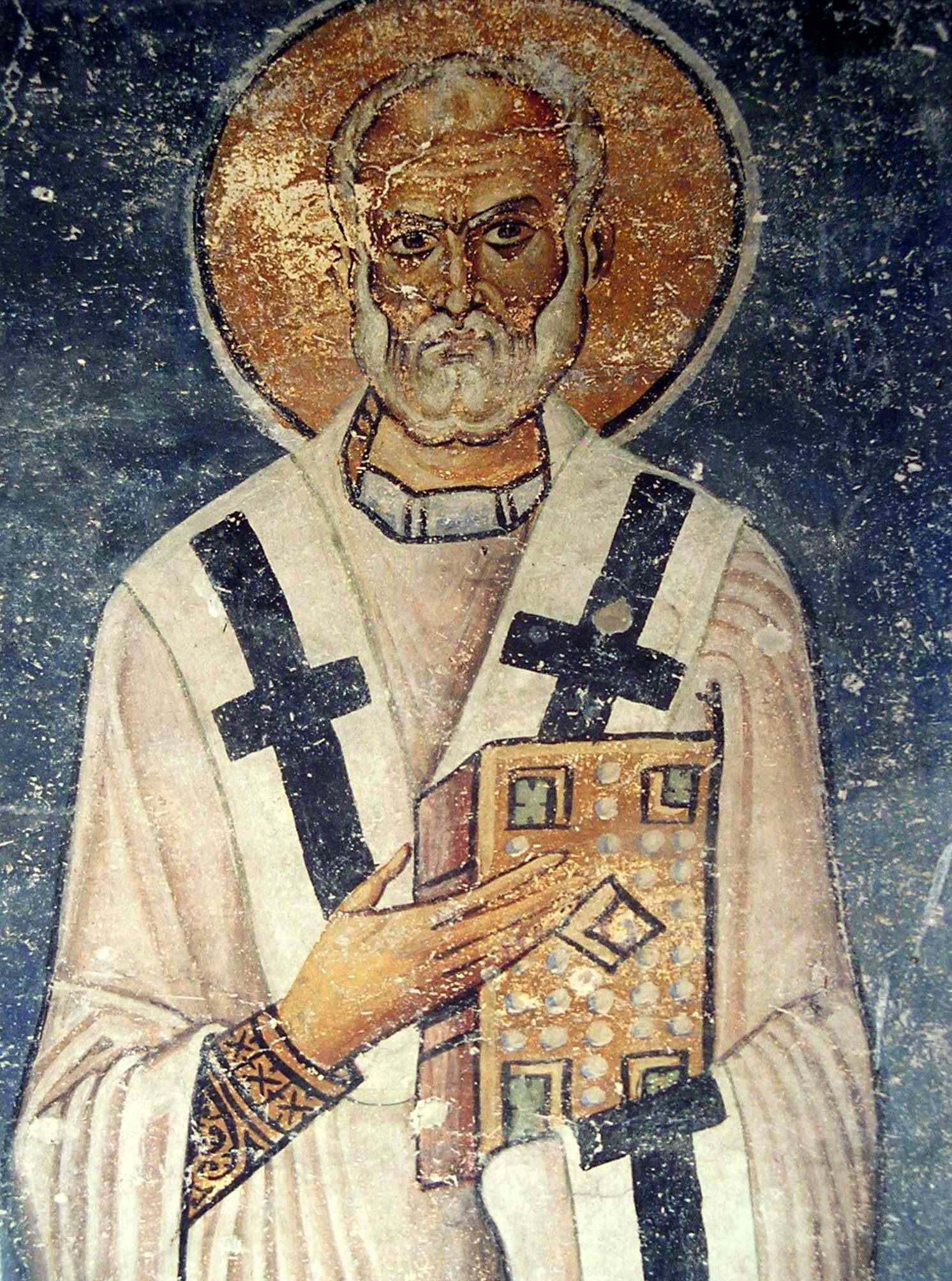
Фреска в соборі св. Софії, Охрид, Північна Македонія
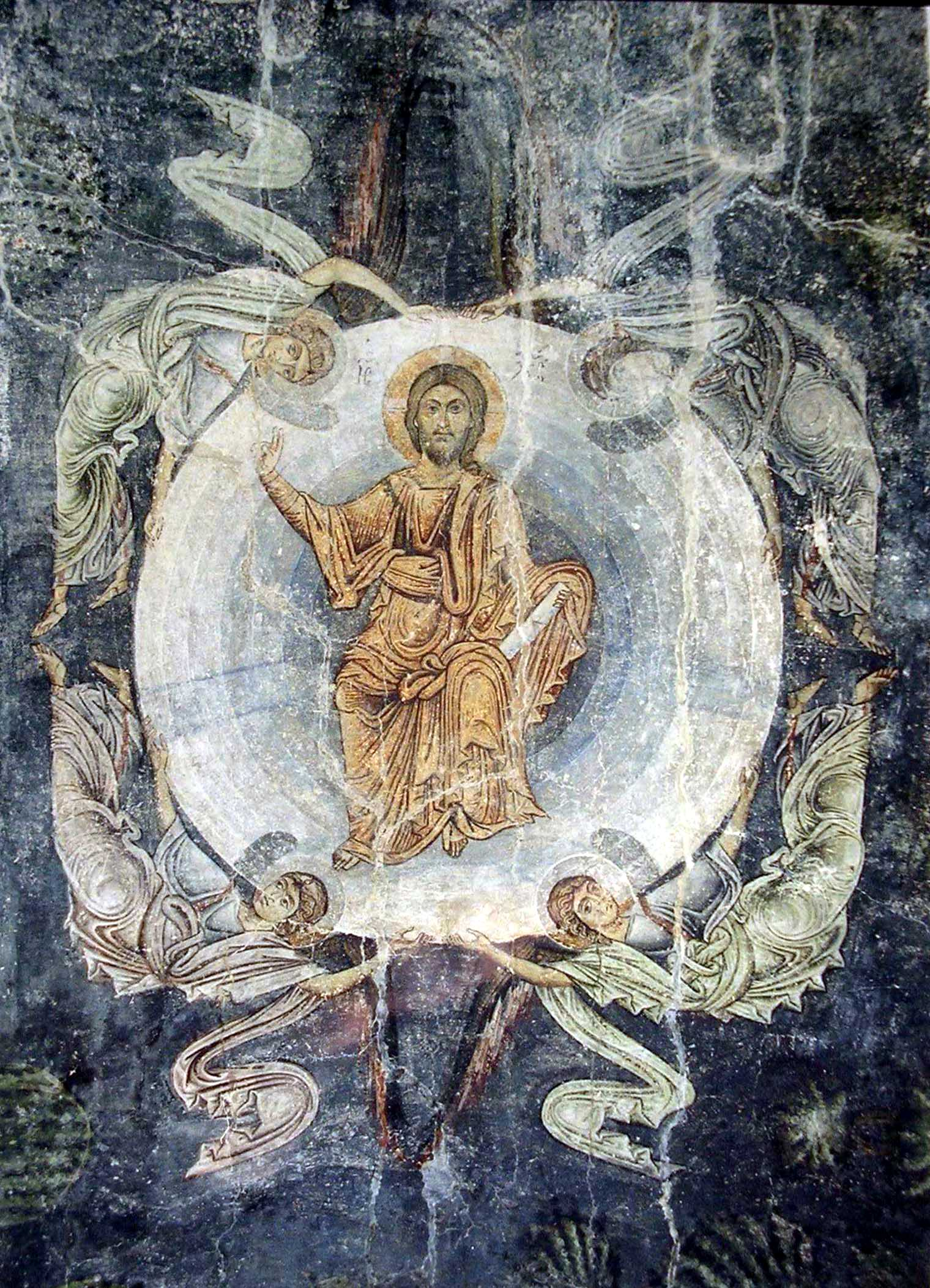
«Воскресіння Христа»Розкрита фреска в соборі св. Софії, Охрид
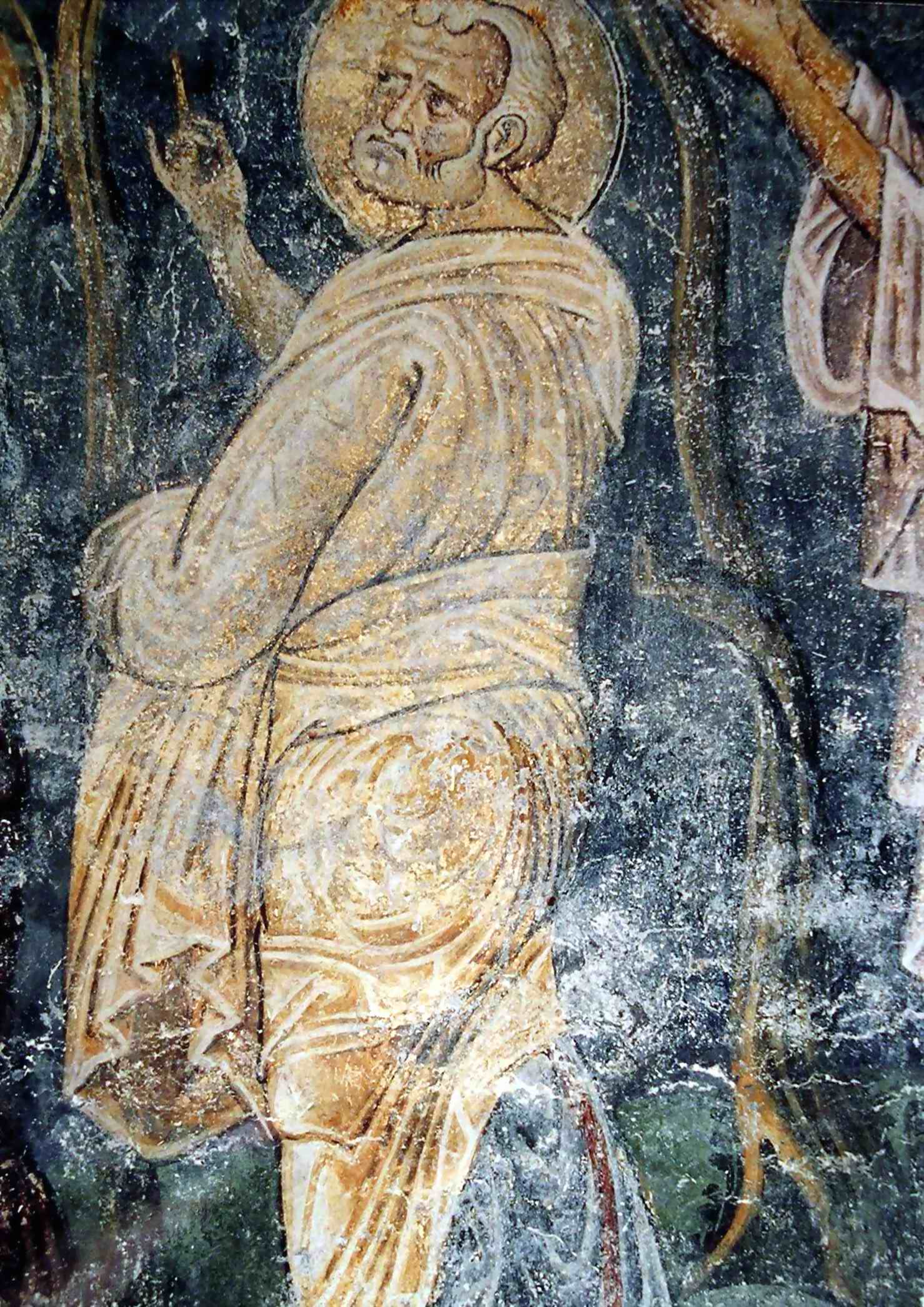
Розкрита фреска в соборі св. Софії, Охрид
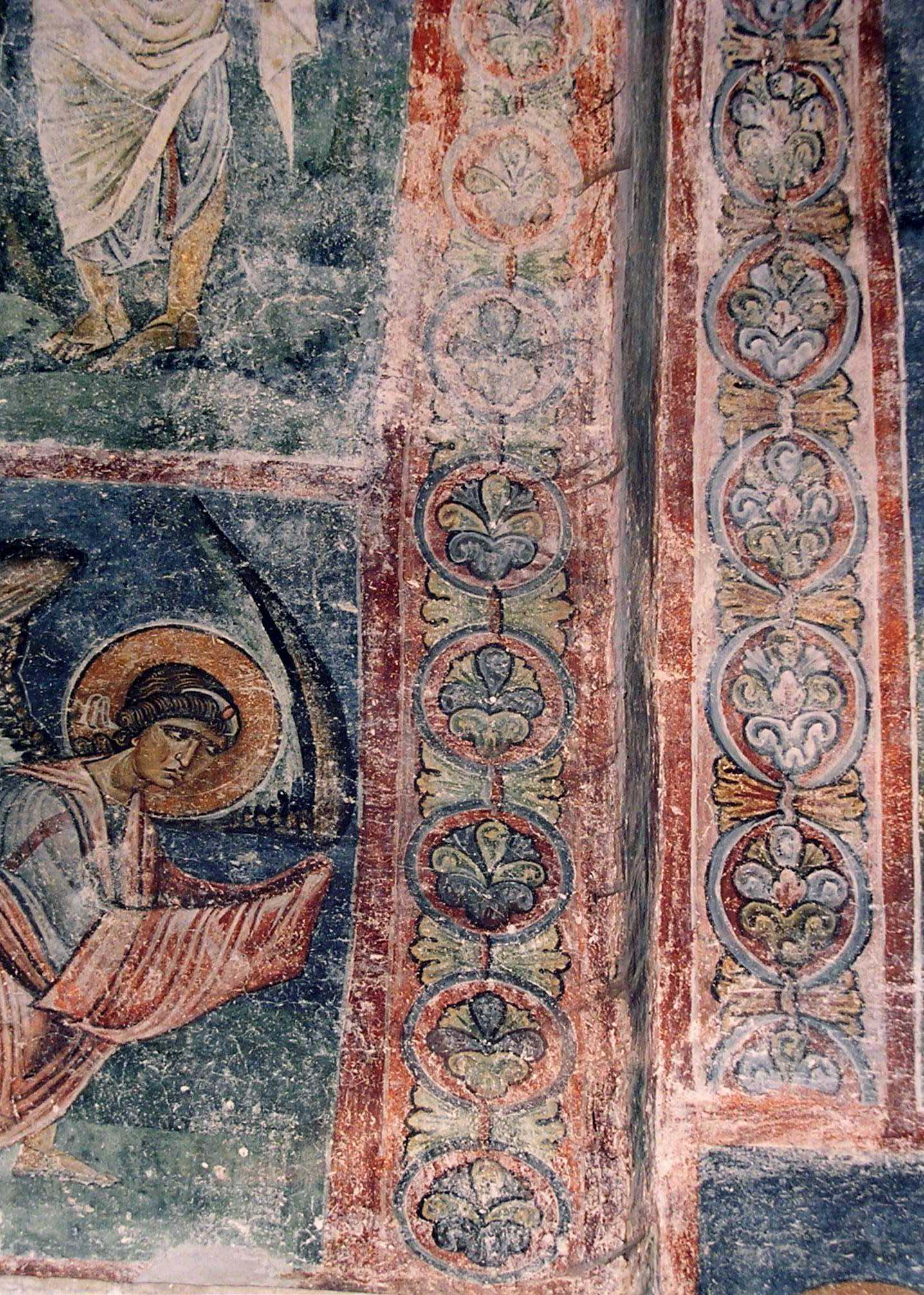
Смуги з орнаментами, собор св. Софії, Охрид

## Героїчні образи фресок

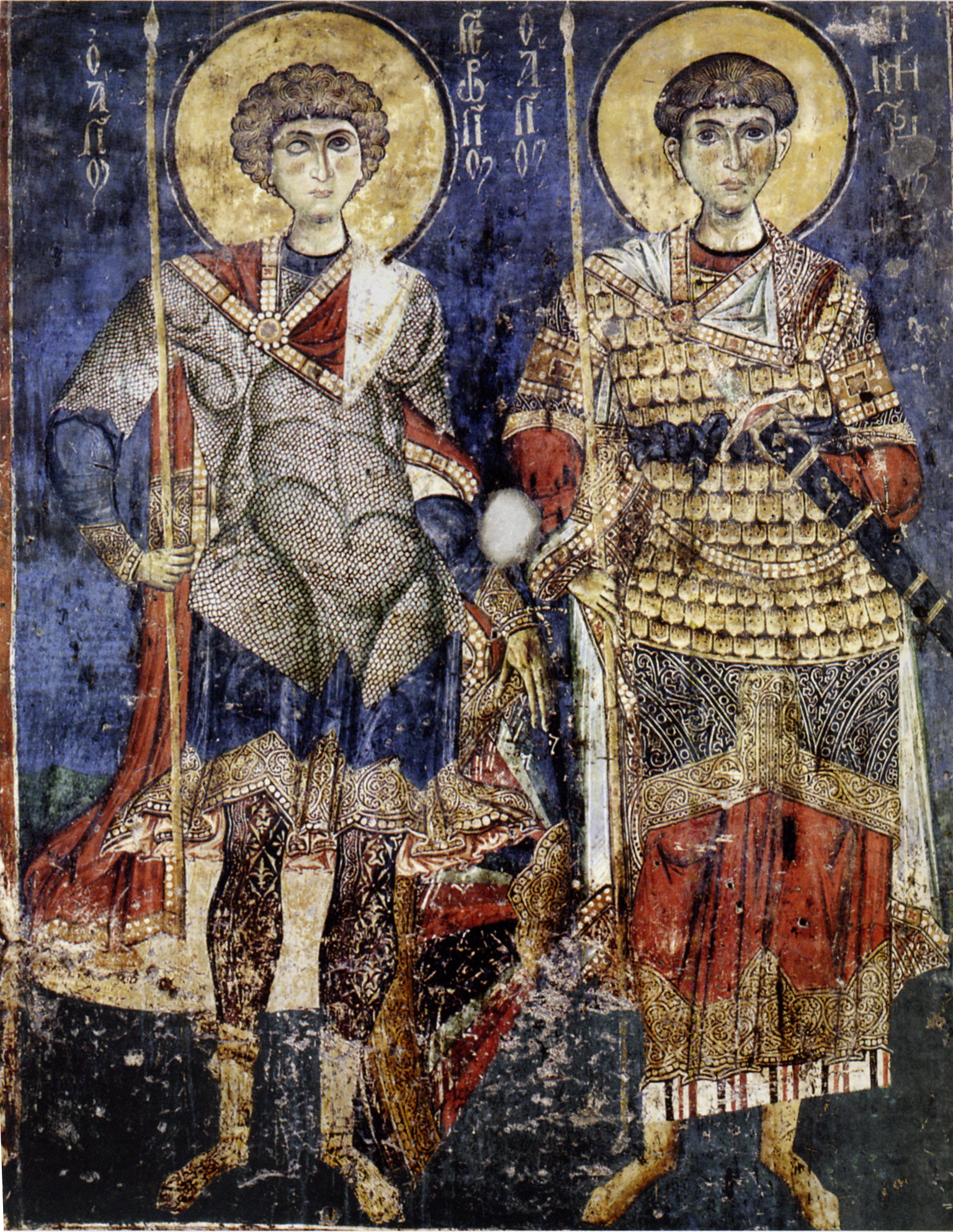
Святі Георгій та Димитрій в коштовних тканинах, бл. 1180 року. Фреска в Касторії

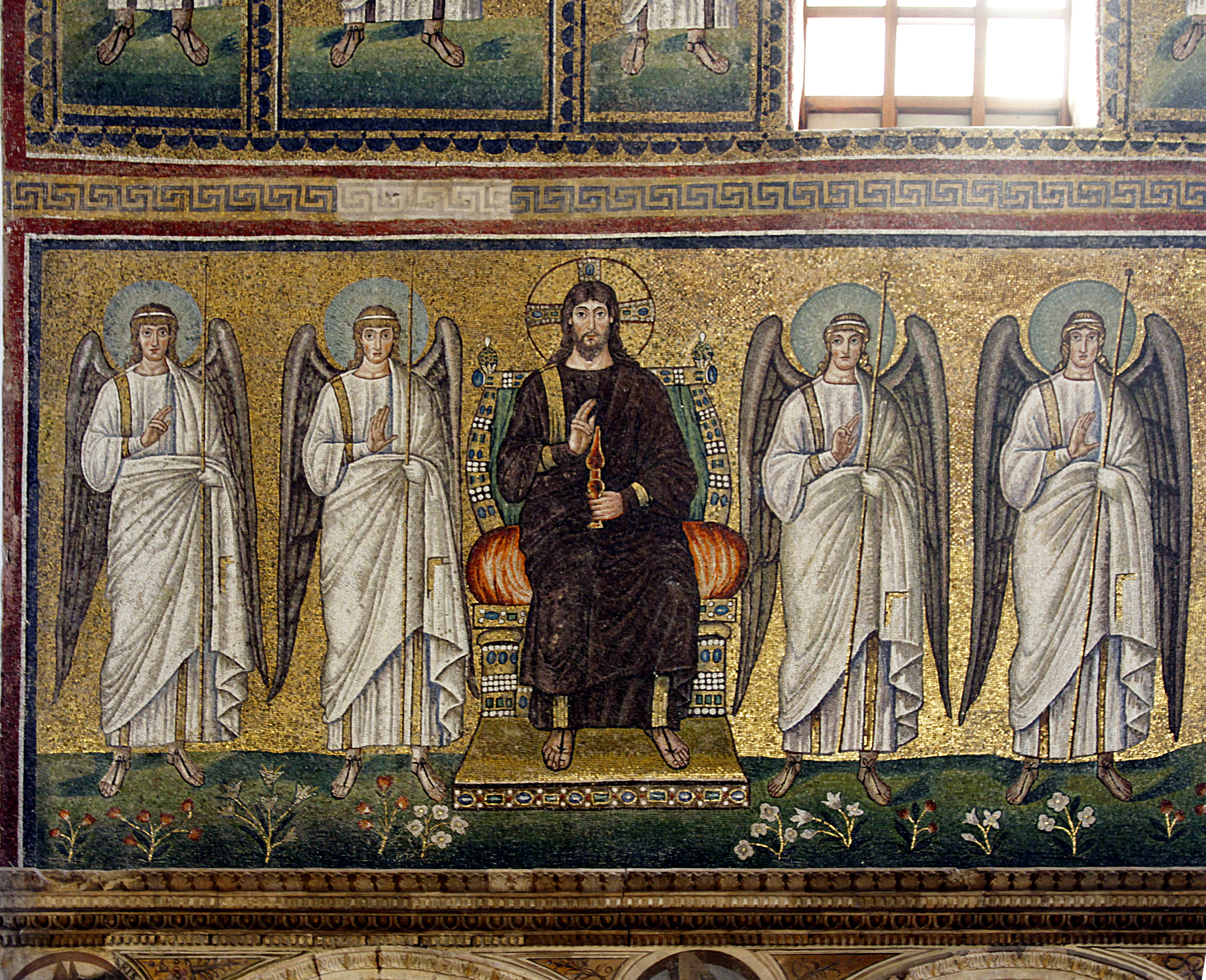
Казарменно-ієрархічний стиль візантійців. «Христос Пантократор і лави янголів», Базиліка Сант Аполлінаре Нуово, Равенна

Апостол Павло, монастир Сопочани, фреска, 1265

Зразки візантійського мистецтва (образи на фресках, коштовні тканини, вироби зі срібла і золота, емалі, мозаїки) роками слугували зразками для каролінгських, оттоновських, нарешті для романських майстрів. Християнське мистецтво цих регіонів зазнало занепаду, спрощень і значної варварізації, тоді як мистецтво Візантії утримало античні корені-витоки і пристосувало їх до нових християнських завдань.
Чергове піднесення візантійського мистецтва відбулося в ХІ–ХІ ст. Цей період характеризувався значним впливом на образотворче мистецтво богослужіння, котре в Візантії помітно ускладнилось. Поштовхом були запеклі богословські дискусії і зміни в богослужінні, що обумовило помітну різницю в богослужіннях католиків і православних. Суперечки закінчилися розколом в церкві і розділом її на православну і католицьку гілки 1054 року. Тиск на візантійських майстрів сприяв як викоріненню індивідуальних манер митців, але піднесенню духовності біблійних образів, так і надзвичайному контролю церкви над мистецькою продукцією та головуванням застиглого канону. Композиції візантійських майстрів застигають і мало відрізняються навіть деталями що в ХІ, що в XV ст. Надзвичайно зростає знаковість атрибутів чи написів. У випадках, коли втрачено атрибут або напис над святим, неможливо зрозуміти, який саме святий зображений (невідомий Євангеліст без атрибуту на фресці в Сопочанах, невідомі святі роботи Феофана Грека без написів в церкві Спаса на Ілліні вулиці в Великому Новгороді та інші).
Не скуте канонами і індивідуалістичне мистецтво західних майстрів, навпаки, отримує значні шляхи для власного розвитку. Кожне велике західноєвропейське місто стає окремим художнім центром. Кожне католицьке абатство, кожний західний монастир здатен започаткувати власний художній напрям (абатство Клюні, абатство Сен-Дені, Ланський собор, численні мистецькі школи в Італії і Іспанії і низка інших). Не скутий канонами і тиском церковного контролю Захід жив надто різноманітним художнім життям вже в середньовіччя. Казарменно-ієрархічний стиль візантійців, де навіть однакові янголи вишикувані як солдати, не прижився в католицизмі, хоча і приваблював майстерністю виконання та пишністю.
В десятиліття запеклих дискусій та поневірянь візантійці забували невигідні сторінки життєписів святих чи апостолів (три зречення Христа апостолом Петром, зраду апостола Фоми, нелогічність поведінки Павла, що не був апостолом, а первісно гнав християн, а потім так само запекло гнав язичників). Реальні події затуляються легендарними переказами, а персонажі легенд наділяються найкращими людськими якостями. Саме на фресках візантійців вперше виникають біблійні мужі — мужні і тямущі, суворі і героїчні характери, здатні розв'язати проблеми, врятувати і повести за собою — до спасіння як до головної мети за віровченням.
Дослідники XX ст., виховані на титанічних та героїчних характерах італійського відродження, побачили в образах візантійських майстрів ранніх попередників персонажів Леонардо да Вінчі, Мойсея Мікеланджело, героїчних персонажів Якопо Тінторетто. Піднесення візантійського мистецтва окремих періодів помилково охрестили відродженнями, а пізній період — навіть візантійським передвідродженням. Дослідниця В. Лихачова 1986 року писала: 
| З початку XV ст. до всіх негараздів додались наступ турків, під тиском яких Візантійська імперія впала 1453 року і вже ніколи не змогла відродитися знову. Досі незрозуміло, яким чином в цей кризовий період візантійське мистецтво знайшло сили для нового піднесення. Здається, за десятиліття «никейського вигнання» була накопичена значна національна енергія, котра з ( останнім ) відвоюванням Константинополя яскраво відбилася в творчості... Це останнє піднесення візантійського мистецтва часто називають умовно Відродженням, находячи в ньому дещо близьке і споріднене із тим, що відбувалось в ці роки в Італії. Звичайно, в Візантії, міста якої ніяк не процвітали подібно до італійських, а занепадали під тиском завойовників, не могло бути Відродження в типовому значенні цього слова. Процеси в її художньому житті в XIV – першій половині XV ст. кажуть про помітні зміни... Тому загальний характер візантійського художнього життя доби Палеоло́гів можна вважати Передвідродженням [10]. |
Це не було передвідродженням, бо в Візантії століттями викорінювали індивідуальність художників, а візантійські міста не вибороли комунальної незалежності від імператорської влади, як то сталось в Італії. В надрах візантійського суспільства так і не виникло паростків капіталістичного виробництва чи розвиненої банківської системи, якими якраз і уславилась середньовічна і ренесансна Італія. З доби раннього Відродження та маньєризму візантійські впливи на художню культуру низки західноєвропейських міст остаточно зменшуються і заміняються на впливи західноєвропейські. Осторонь цього процесу опинилась православна Московія XVI ст., що оминула періоди розвитку і відродження, і маньєризму, і раннього бароко XVI–XVII ст. західноєвропейського зразка. А до стилю бароко прийшла із запізненням майже на сто років.

## Мозаїки Візантійської імперії
Найпривабливішою країною середньовіччя для європейців довгий час залишалась саме Візантійська імперія. Географічне розташування на перехресті торговельних шляхів, на перехресті ідей, Сходу і Заходу, барвиста власна культура робили її поза конкуренцією впродовж одного тисячоліття. Копії зразків візантійської архітектури з'явилися в різних кутках середньовічної Європи (каплиця в Фульді і каплиця в Аахені, Німеччина, собор в Чефалу, Сицилія, Десятинна церква і собор Св. Софії в Києві, Спасо-Преображенський собор (Чернігів).). Відомі костянтинопольські мозаїчисти створюють коштовні мозаїки як в самій Греції (монастир Дафні), так і в Італії (церква Марторана в Палермо, церква Сан Віталє, місто Равенна, в далекій Руси-Україні). Слава ремісників-мозаїчистів з Візантії була такою великою, що їх запросили на працю навіть в осередок мусульманства в тогочасній Західній Європі — в мусульманську Іспанію (мозаїчні твори в соборній мечеті Кордови).

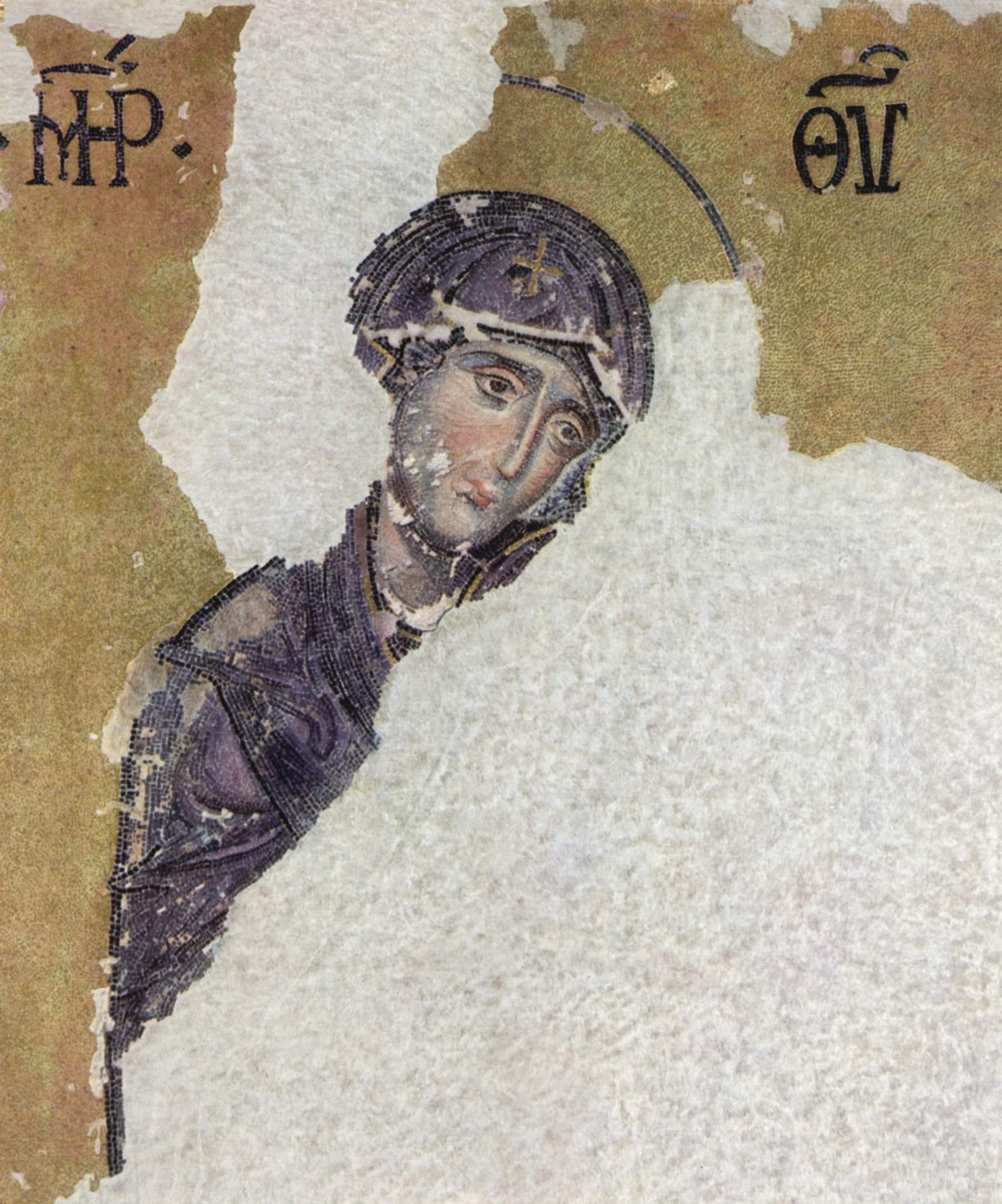
Рештки мозаїк константинопольських майстерень XII століття, Софійський собор (Константинополь)
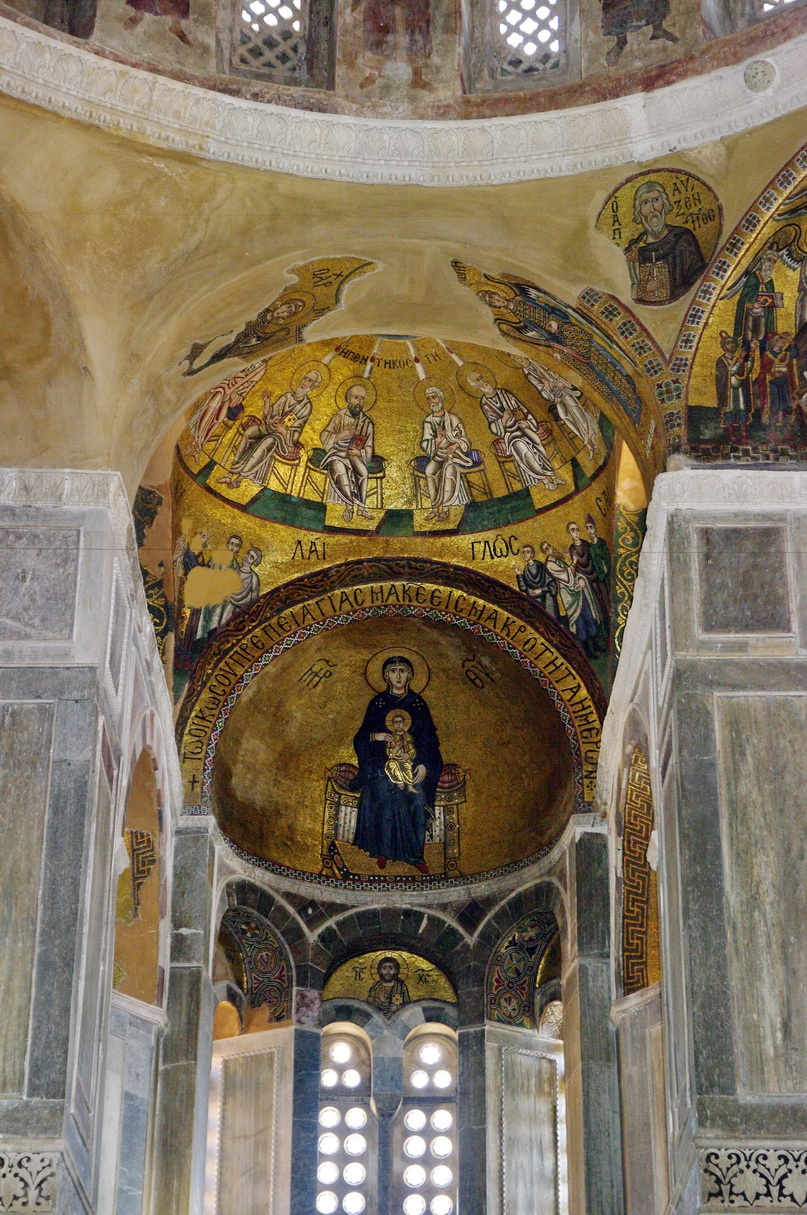
Монастир Осіос-Лукас, залишки візантійських мозаїк
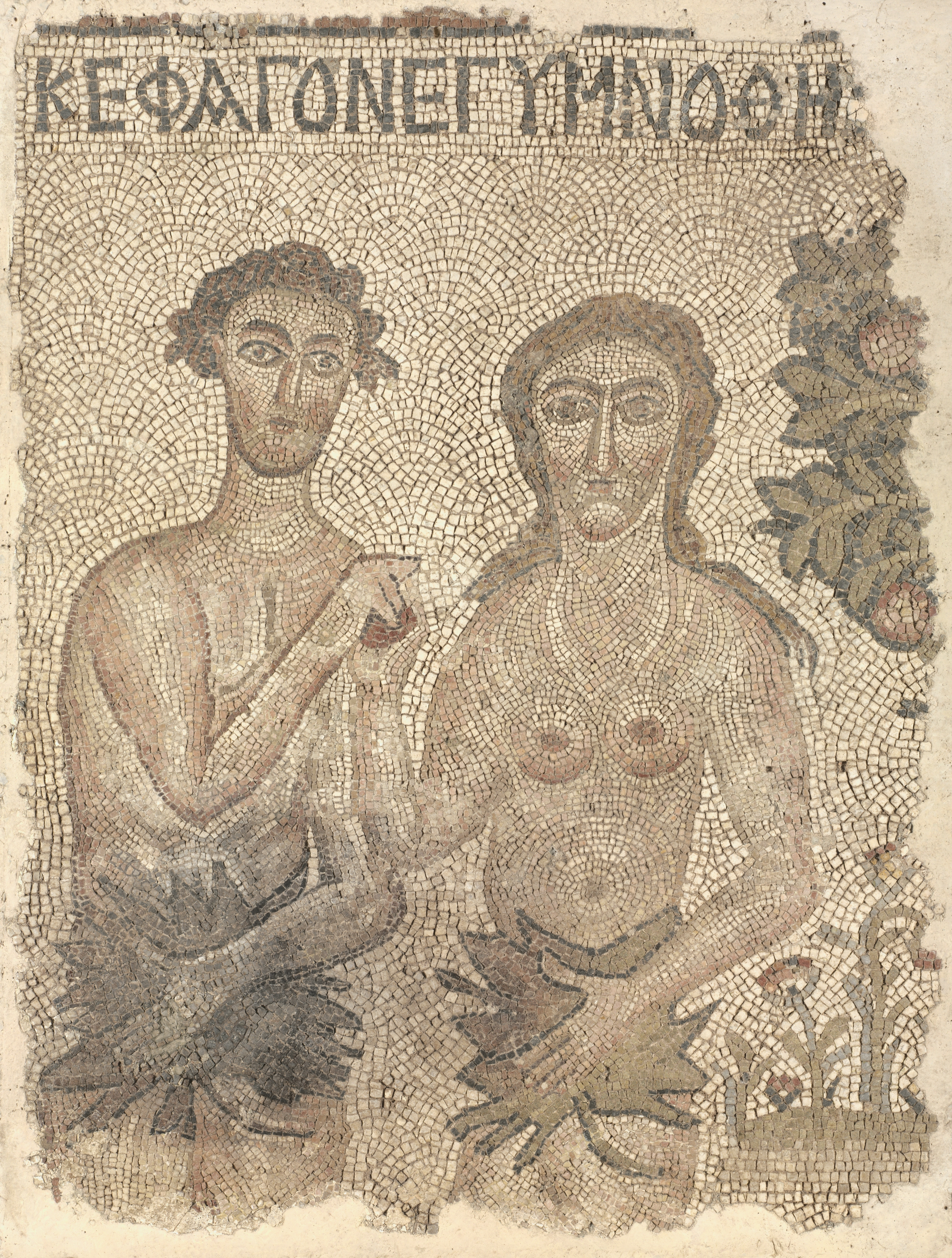
Мозаїка з Адамом та Євою, до 500 року, Музей мистецтва, Клівленд, США
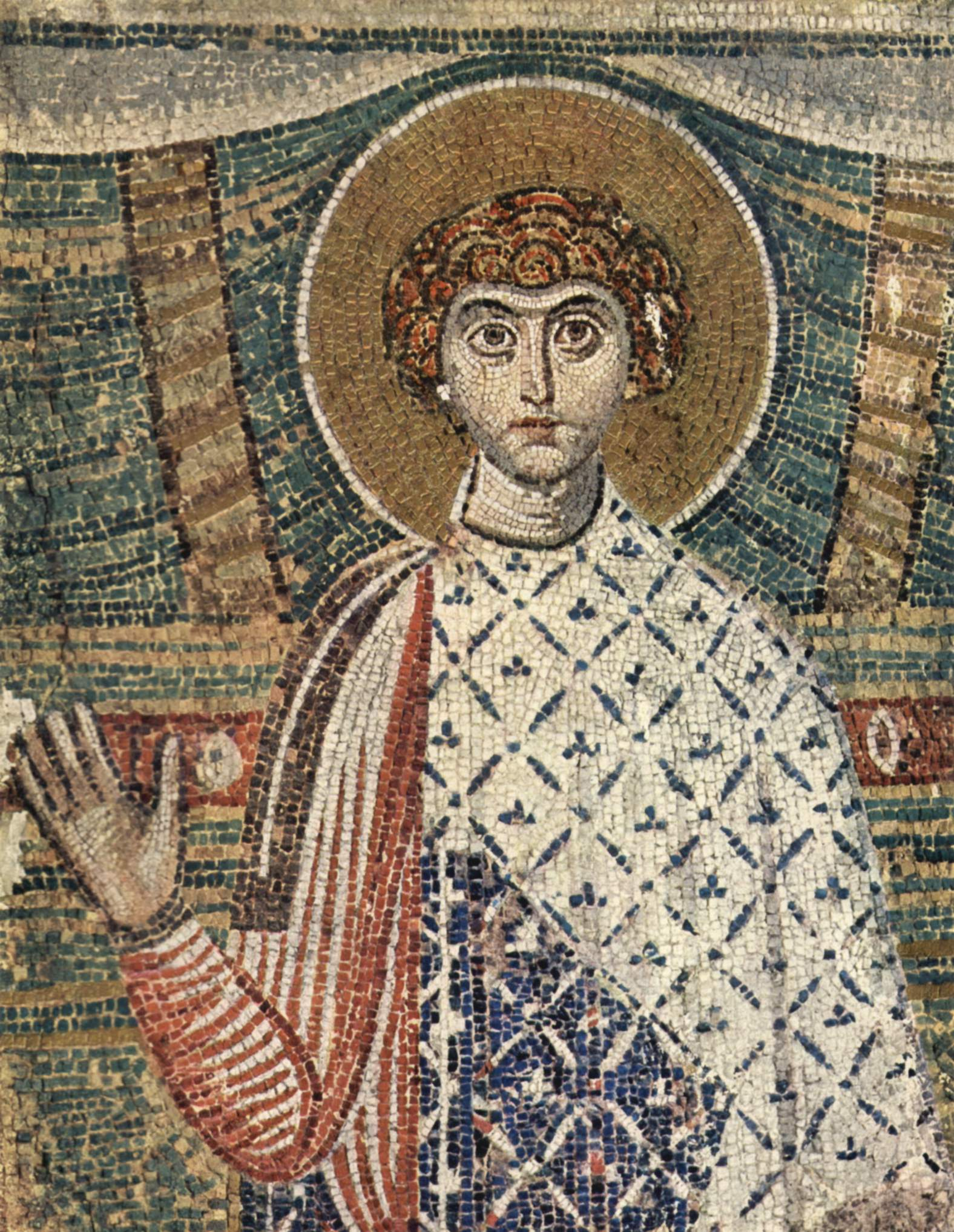
Мозаїка святого Юрія, Базиліка Святого Дімітрія, VII ст., Салоніки
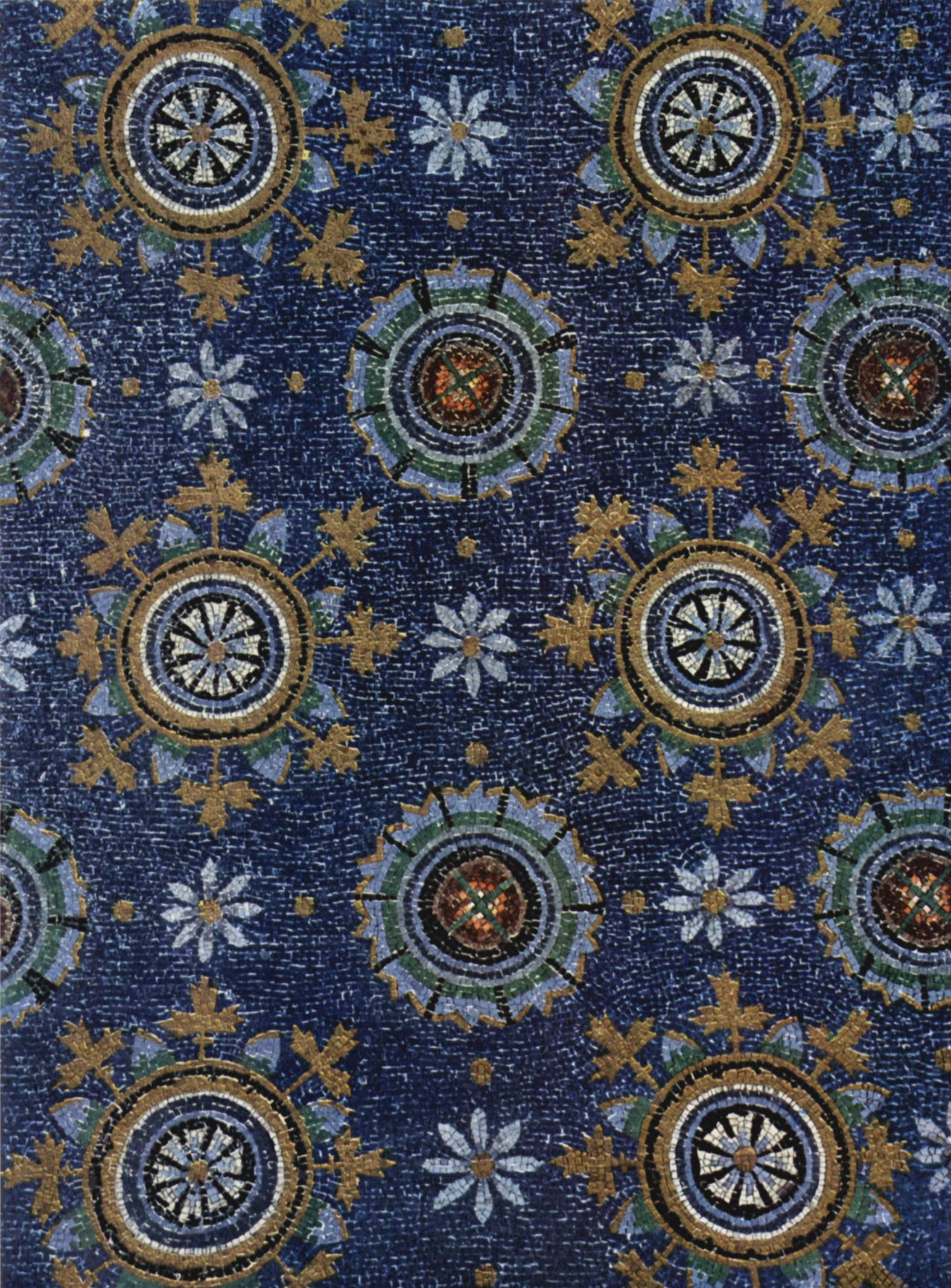
Равенна. Мозаїка склепіння так званого мавзолею
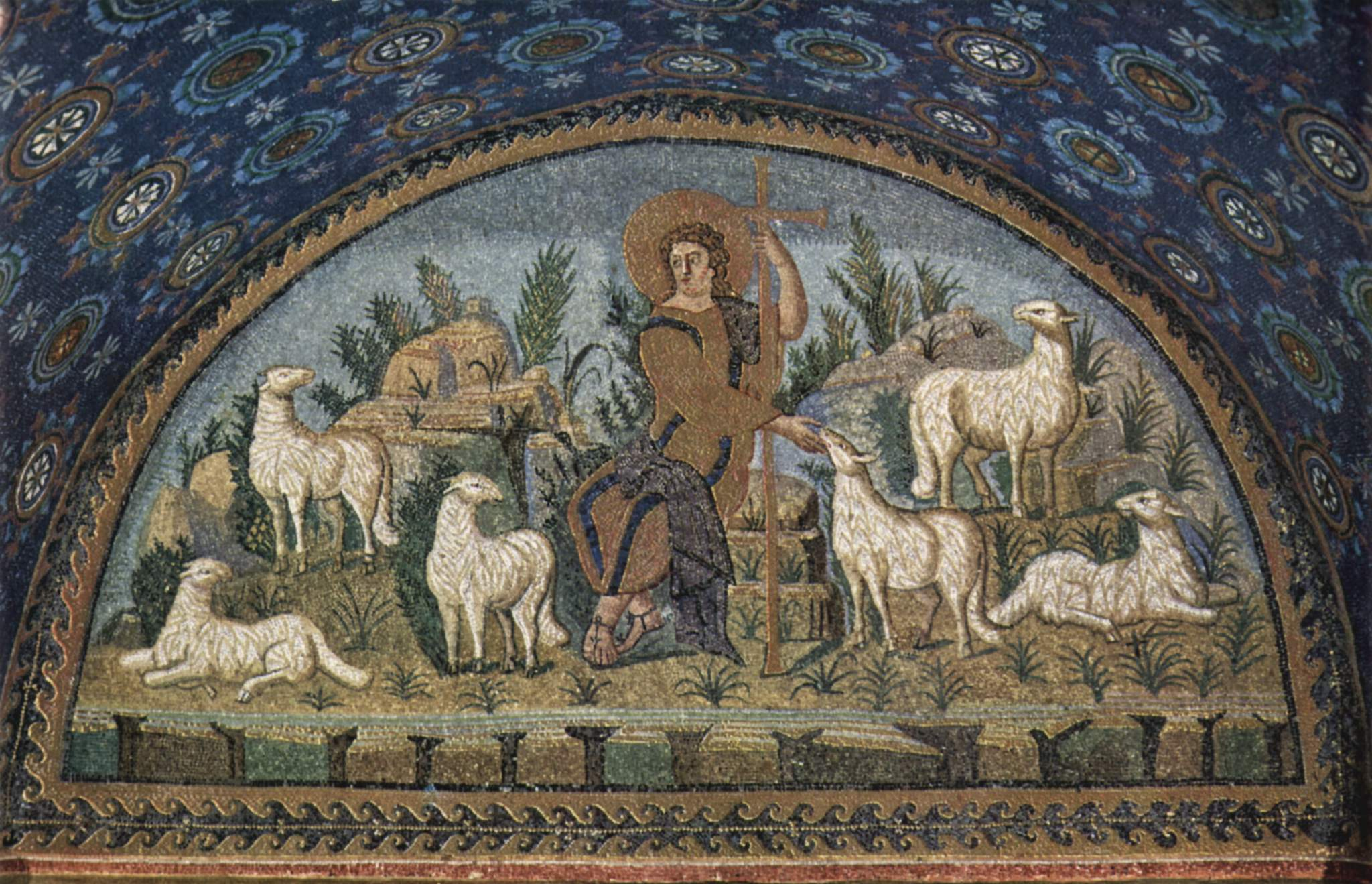
Равенна. Мозаїка «Добрий пастир»
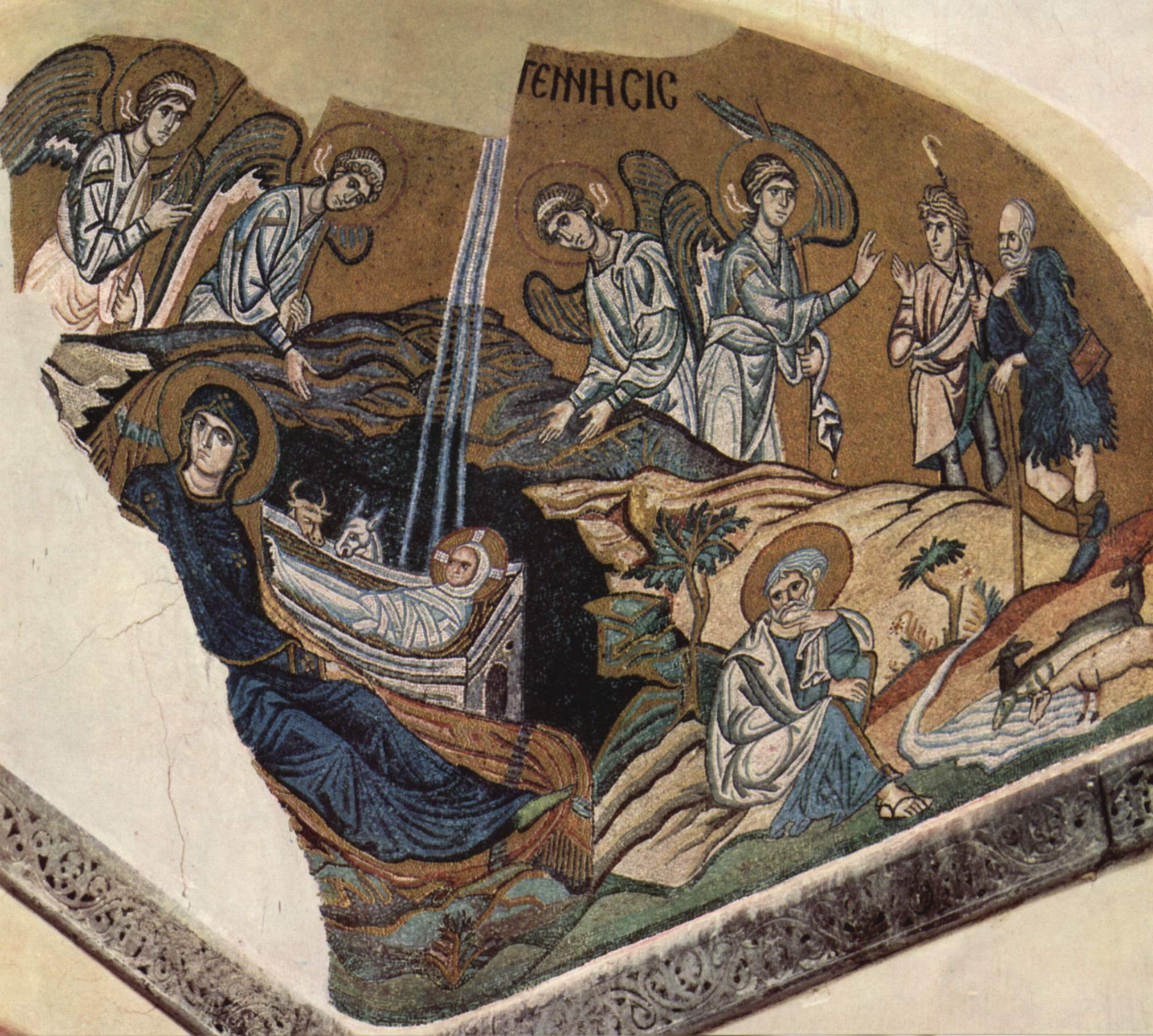
Монастир Дафні, «Різдво»
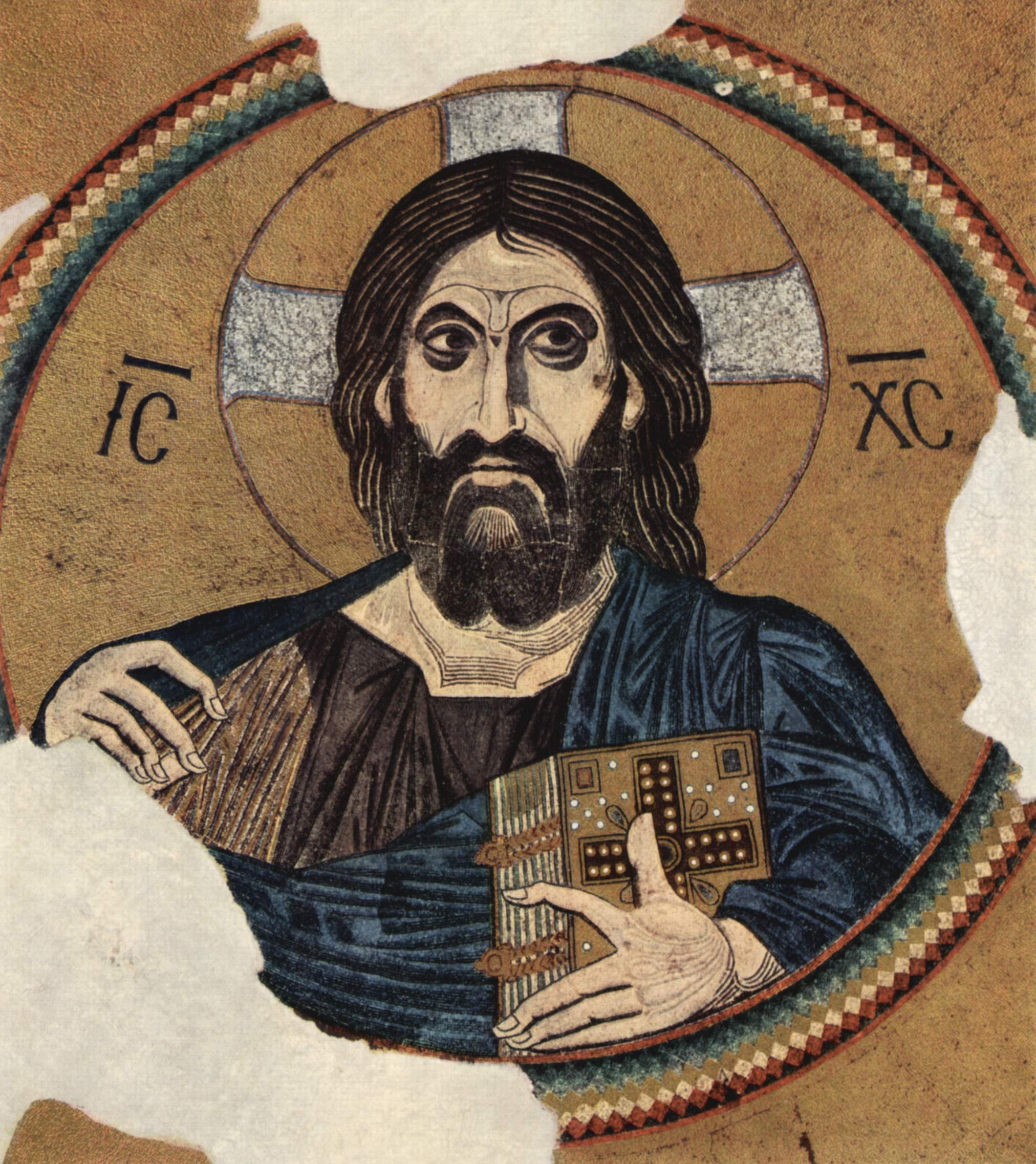
Монастир Дафні, Христос Пантократор
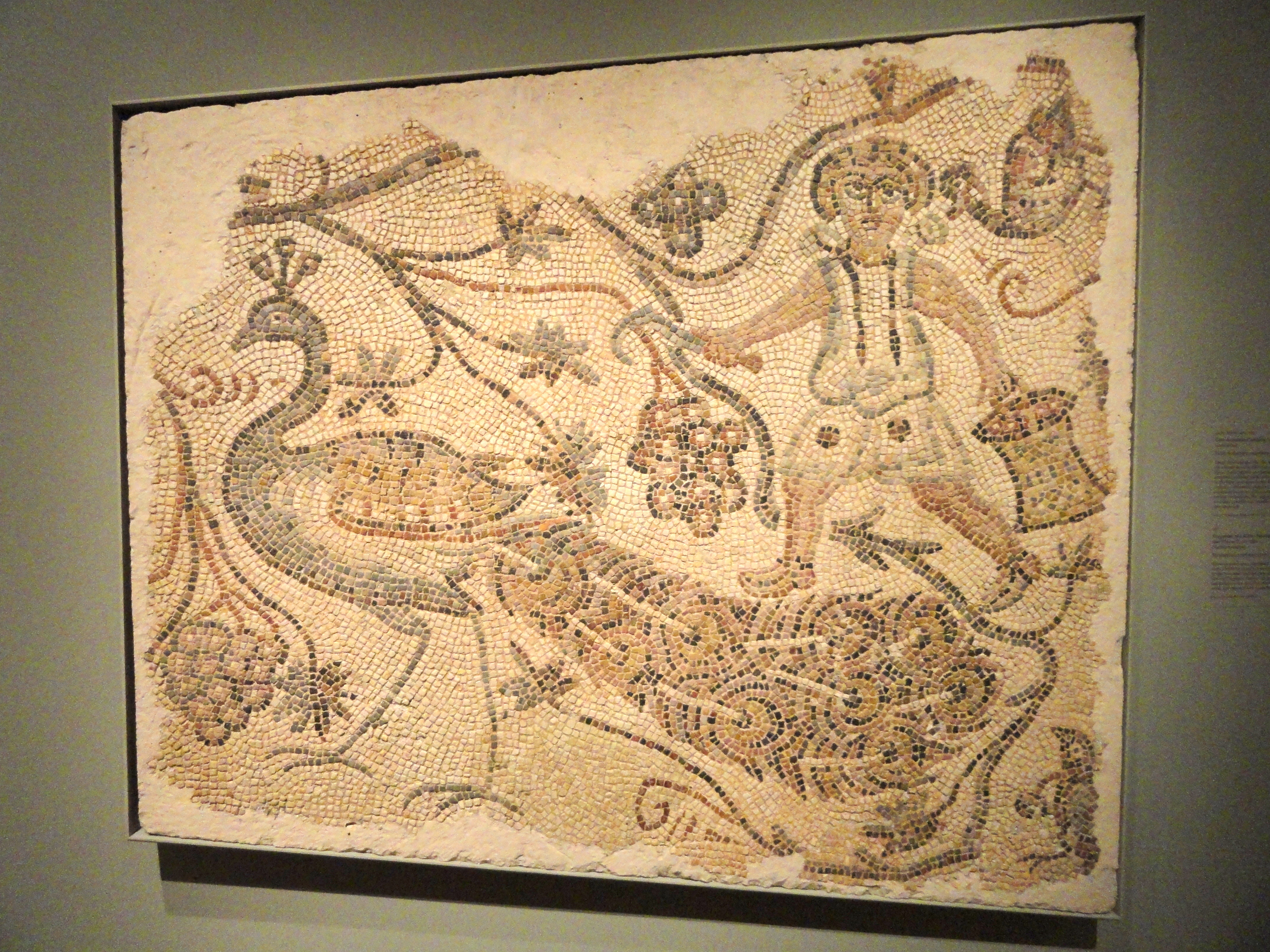
Мозаїка з підлоги з павичем, Північна Сирія доби Візантії, V століття, Музей мистецтва Клівленд, Сполучені Штати
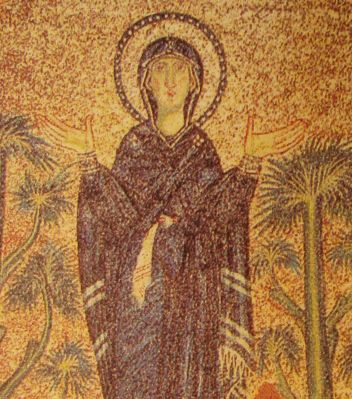
Церква св. Софії, місто Салоніки, мозаїка в куполі
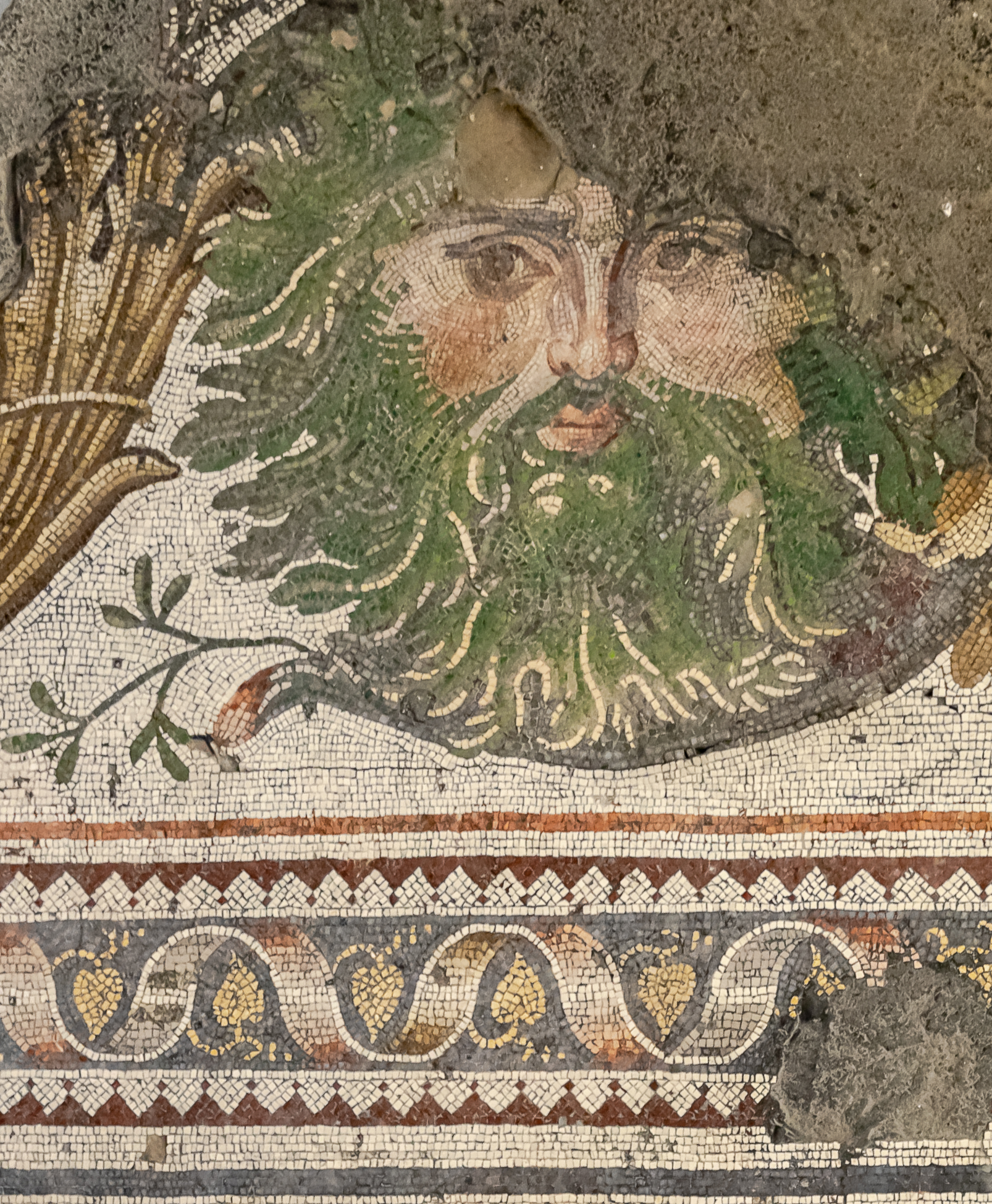
«Рослинний персонаж», мозаїка V ст. н.е. Музей мозаїк Великого палацу, Стамбул, Туреччина

## Візантійський іконопис

### Ранні ікони енкавстикою

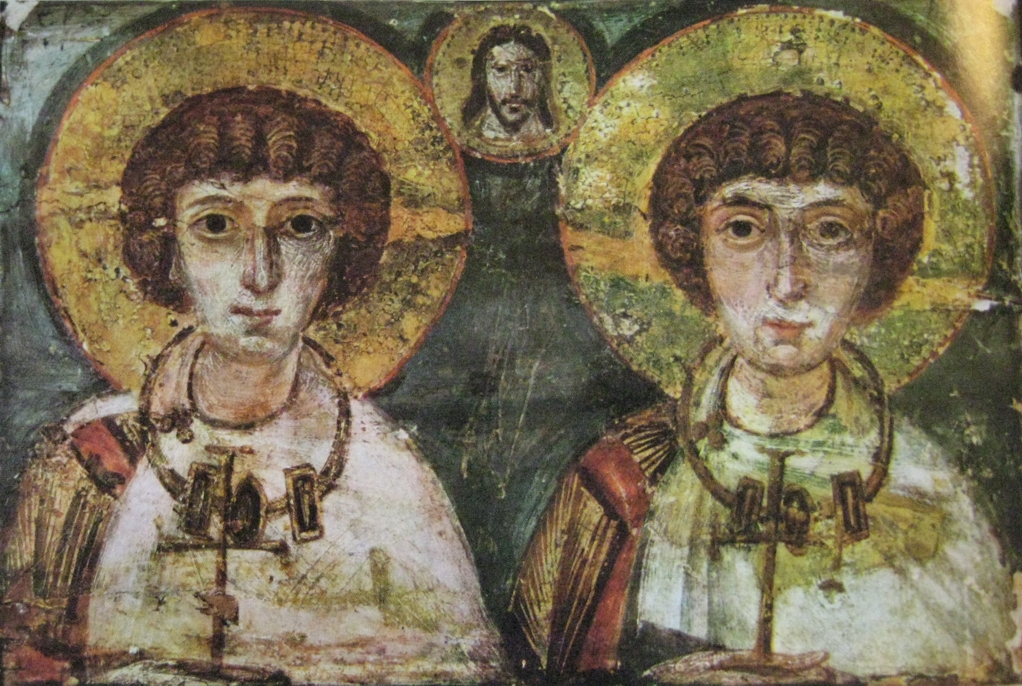
«Святі Сергій та Вакх (ікона)» VII ст. н. е. Музей мистецтв імені Богдана та Варвари Ханенків, Київ.

Енкавстика (Енкаустика) — техніка малювання, в якій сполучною речовиною для фарб є віск. Ще римський письменник Пліній Старший, що написав «Історію природи» у 31 томах, згадував про малювання фарбами з воску. Енкавстика була свого часу досить поширена для малювання образів та портретів, але з поширенням олійних фарб в Західній Європі XIV ст. її було призабуто.
Саме з доби еллінізму і дійшли давні зразки енкавстичних портретів. Техніка використовувалась для створення надгробкових портретів і відрізнялися надзвичайною довготривалістю. Енкавстичні портрети були знайдені в оазі Фаюм. Пізніше їх знайшли і в інших місцях (в некрополях єгипетського Мемфісу, Філадельфії, Панополі, Марина-ель-Аламейні, Фівах та ін.). Але назва Фаюмські портрети закріпилася за усією купою портретів, з якого б окремого місцевого центру вони б не походили.
Ранні візантійські ікони, виконані в техніці енкавстики, були масово знищені в роки іконоборства. Невелика їх частина була прихована чи збережена в монастирях на сході. Так, російський науковець Порфірій Успенський знайшов і вивіз з монастиря Св. Катерини на горі Синай енкавстичні ікони «Богородиця з Христом» та «Святі Сергій та Вакх (ікона)». Первісні ікони мали поясний або погрудний характер. Техніка виконання ікон була багатошаровою, малопрозорою при збереженні мазків поверхневого шару і вкрита захисним ганозисом.

### Мініатюрні ікони мозаїки
Є всі підстави вважати, що виготовлення мініатюрних мозаїчних ікон походить із майстерень Константинополя, бо пов'язане як з рафінованим аристократичним мистецтвом, так і наявністю висококваліфікованих майстрів, яких акумулювала столиця імперії. Іконки набирали з маленьких шматочків смальти та мармуру, куди включали шматочки того ж розміру із золота і срібла.
Перші мініатюрні мозаїчні іконки з їх казковою технікою, що нагадувала коштовні ювелірні вироби, датують XII ст. Про це свідчать випадково збережені зразки XII ст., котрі давно розійшлися світом і зберігаються в різних музейних збірках чи храмах. Серед них —
- Св. Георгій, Інститут історії грузинського мистецтва, Тбілісі
- Св. Миколай, церква Івана Хрестителя, Аахен, Німеччина
- Іван Хреститель, ризниця собору Сан Марко, Венеція
- Св. Миколай, Музей мистецтв імені Богдана та Варвари Ханенків, Київ
- Христос Еммануїл, Державний історичний музей, Москва, датований XIII ст., сильно пошкоджений
- Св. Миколай, ризниця монастиря Івана Богослова, острів Патмос

Але найбільше поширення вони отримали наприкінці XIII–XIV століттях, коли стабілізувався стан візантійської держави після випробувань 4-го хрестового походу, виникнення Латинської імперії з центром в Константинополі і важкого відновлення державності нікейськими греками.
Іншу групу утворюють мозаїчні ікони більшого розміру, стиль яких споріднений не з мініатюрною технікою, а з сучасним їм монументальним живописом і храмовими мозаїками. Найстарішою серед дойшовших до XX ст. вважають мозаїчну ікону Богоматері Одигітрії (захисниці в подорожі), що зберігається в патріаршій православній церкві Св. Георгія в місті Стамбул. Ікона походить із колишньої церкви Богородиці Паммакарісти, котру вибудувало в 1065 році. Її форми важкі і майже кремезні, що вказівка на малу гнучкість мозаїчної техніки в станкових розмірах і невисоку майстерність автора. В іконі на перший план вийшли знаковість, символічність сакрального твору, притаманного і примітизованим іконам з візантійських провінцій. Цю архаїчну манеру дослідники знайдуть і в станковому живопису Константинополя.

## Ікони темперою

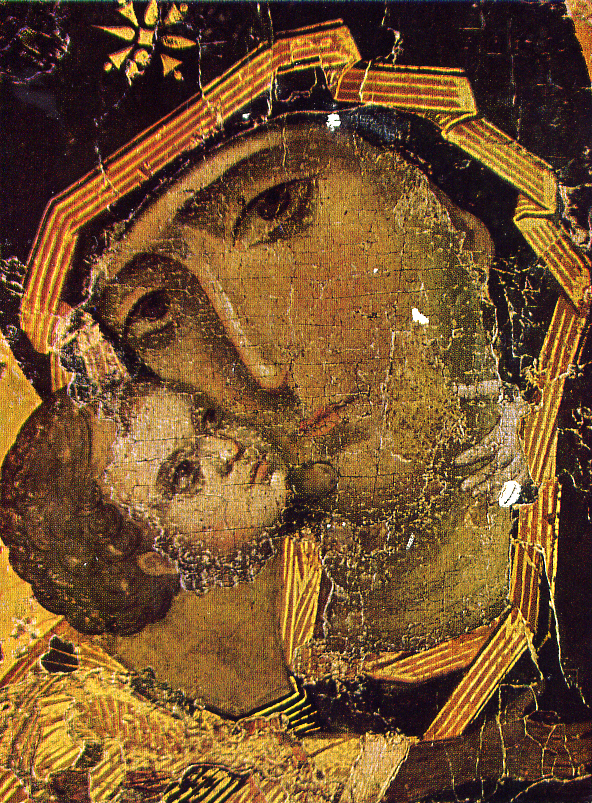
Володимирська ікона Божої Матері, розкритий живопис 12 століття

До найкращих здобутків світового мистецтва належать візантійські ікони темперою, створені в XI–XII ст. в константинопольських майстернях. На їхню композиції вплинули як літературні джерела, так і вже вироблені канони (золоте тло, площинність тощо).
Так, композицію та тематику ікони кінця XI ст. навіяв твір «Ліствиця» автора Іоанна. На іконі «Ліствиця» подано драбину, по тридцяти сходинках якої в небо піднімаються ченці. Тридцять сходинок символізували їхні чернечі чесноти. Художник подав на верхівці автора Іоанна, що вже досяг неба. Ікону створили в константинопольській майстерні, ймовірно, за замовою монастиря св. Катерини на горі Синай. Бо подані дещо індивідуалізовані обличчя ченців, а другим за Іоанном зображено тодішнього ігумена синайського монастиря Антонія.
До творів константинопольських майстерень належить і темперна ікона «Вишгородська Богоматір», більш відома за пізньою назвою «Володимирська». Потьмянілу ікону підновили в XVI ст.(?) і її реставрували на початку XX ст. Сучасний глядач може бачити лише обличчя Богородиці і її сина, створені ще на початку XII ст. Очі Богородиці сповнені туги і передчуття майбутньої трагедії, що очікує її сина. Її обличчя сповнене психологічної напруги і теплої емоційності, дивних як в середньовічному мистецтві, так і в тогочасному мистецтві Візантії.
Яскраві декоративні якості без значущих психологічних характеристик демонструють також ікони XII ст. з рідкісним для Візантії не золотим, а червоним тлом. Це «Воскресіння Лазаря» (приватна колекція) та «Преображення» зі збірок Державного Ермітажу. Можливо, вони створені в якомусь одному провінційному центрі і навіть для якоїсь одної церкви чи храму.

Христос Вседержитель, Візантія XIII ст. Незвична подачею Христа у повний зріст і відсутністю німбу.
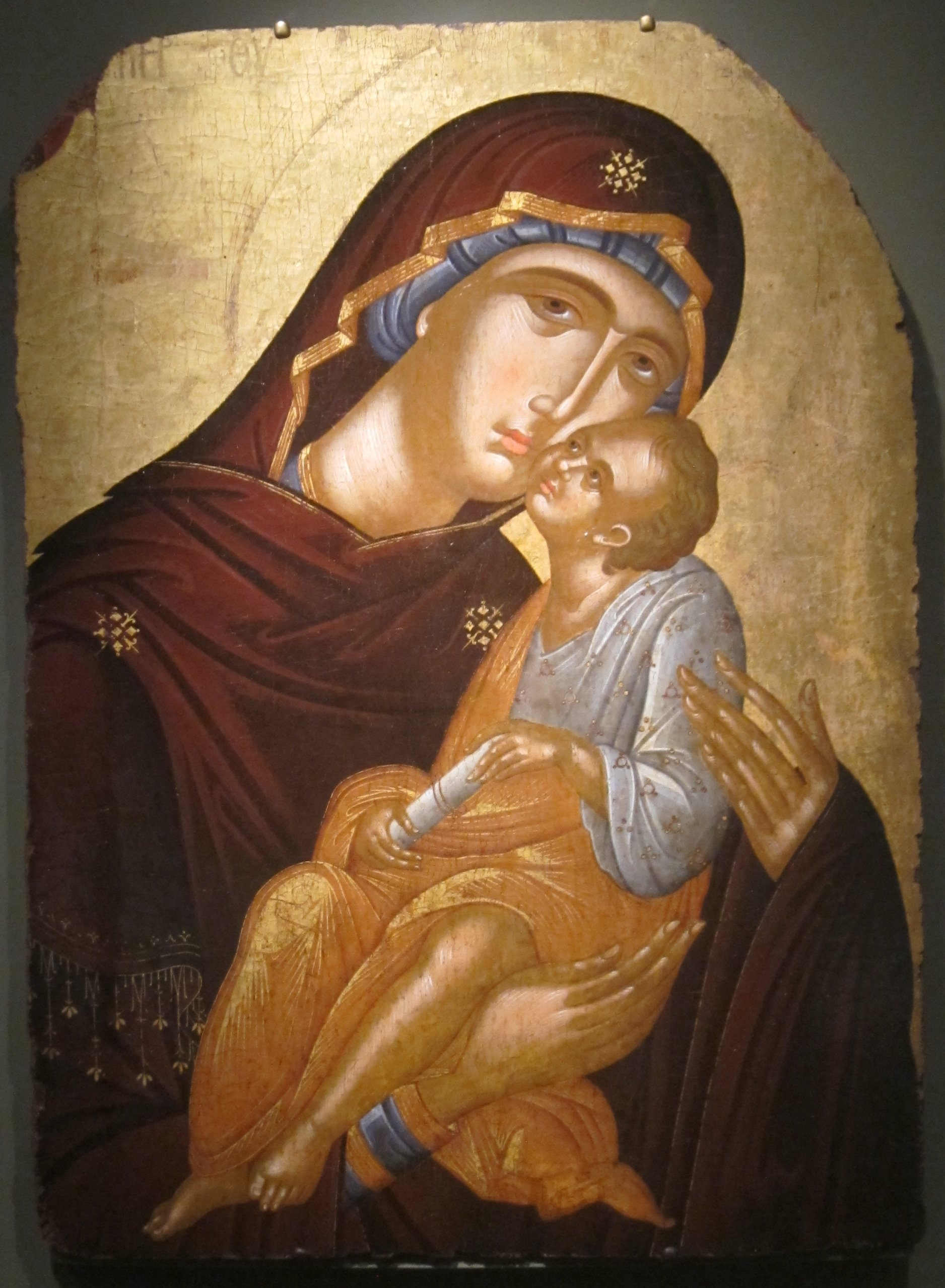
Ангелос Акотантос. «Богородиця з Христом», до 1450 р. Клівлендський музей мистецтв

## Живопис Візантії і Венеційська художня школа

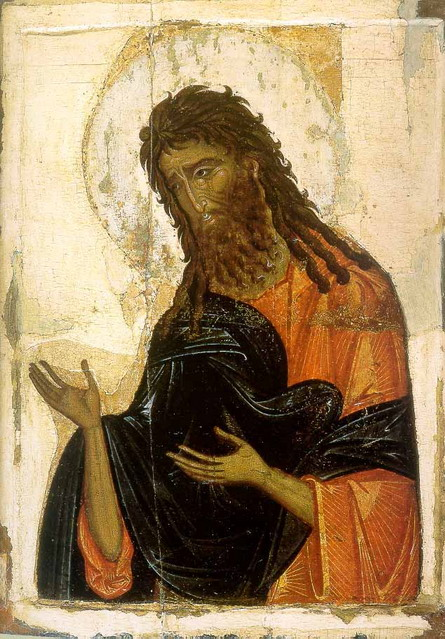
Іван Хреститель (Ермітаж), Візантія кінець XIII ст., темпера, 87,6×66 см. Державний Ермітаж
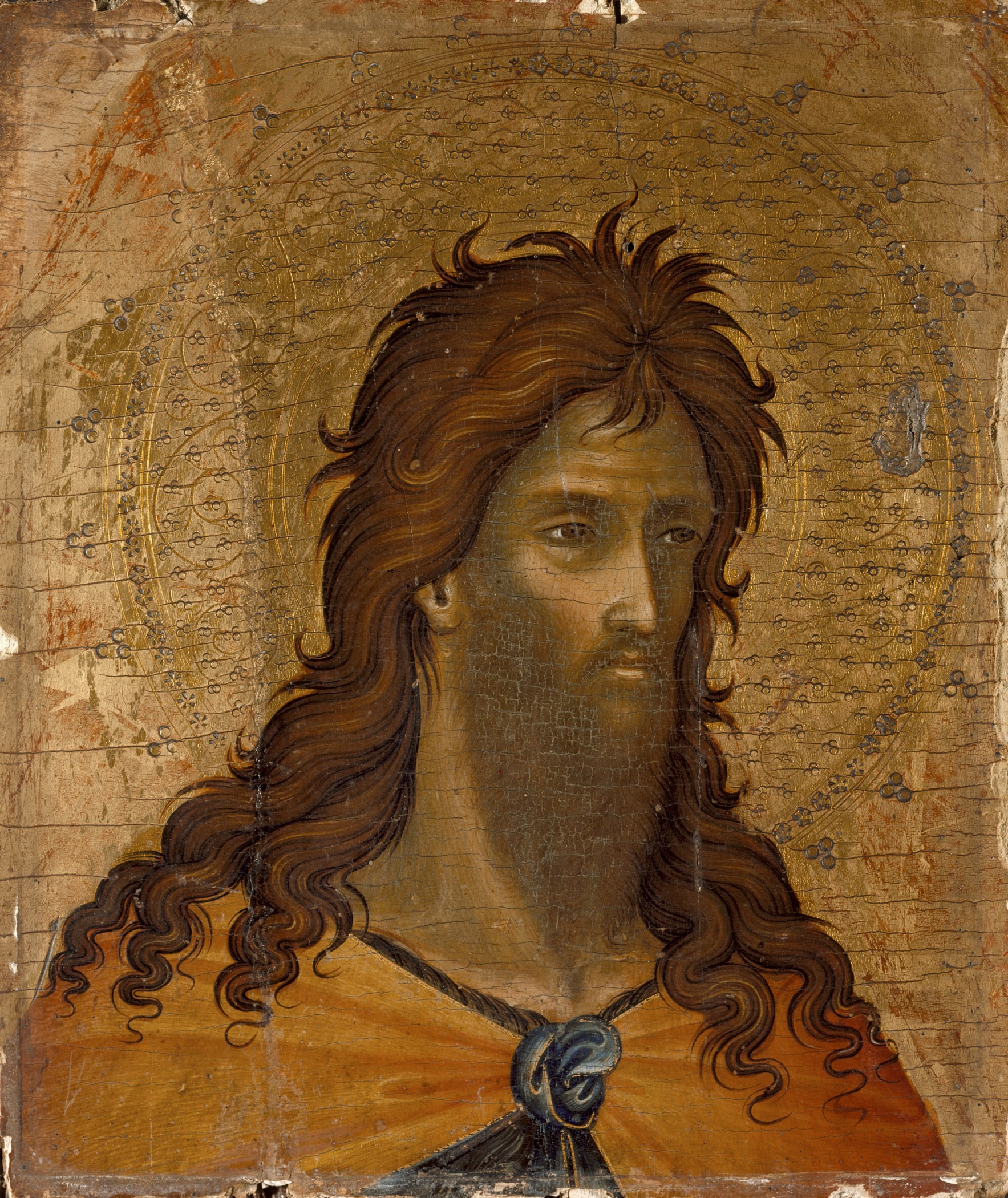
Паоло Венеціано. «Іван Хреститель в пустелі», 1350, Музей мистецтв округу Лос-Анжелес

## Візантійські впливи на італійський живопис

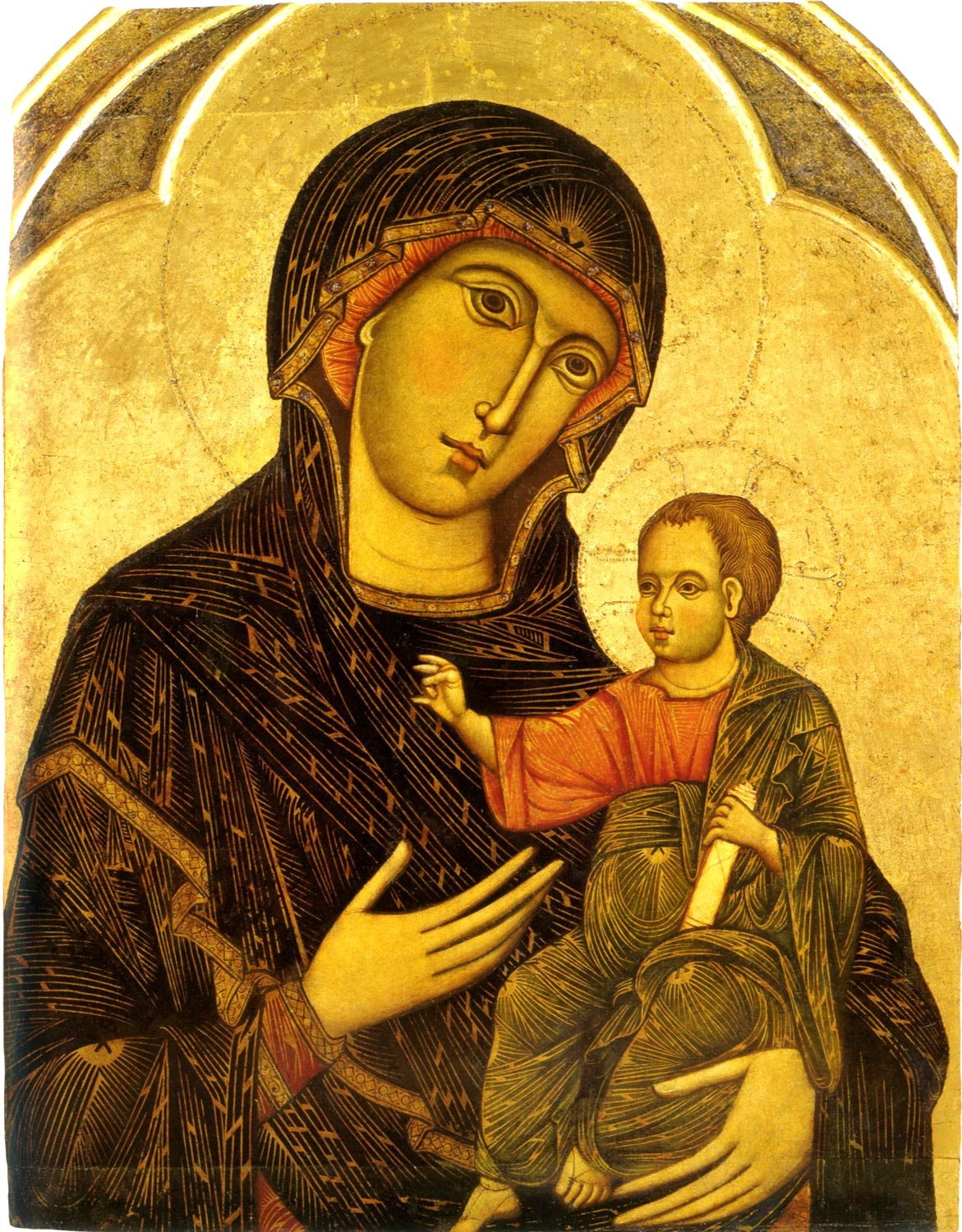
Дієтісальві ді Спеме. Сієнська школа, XIII ст.
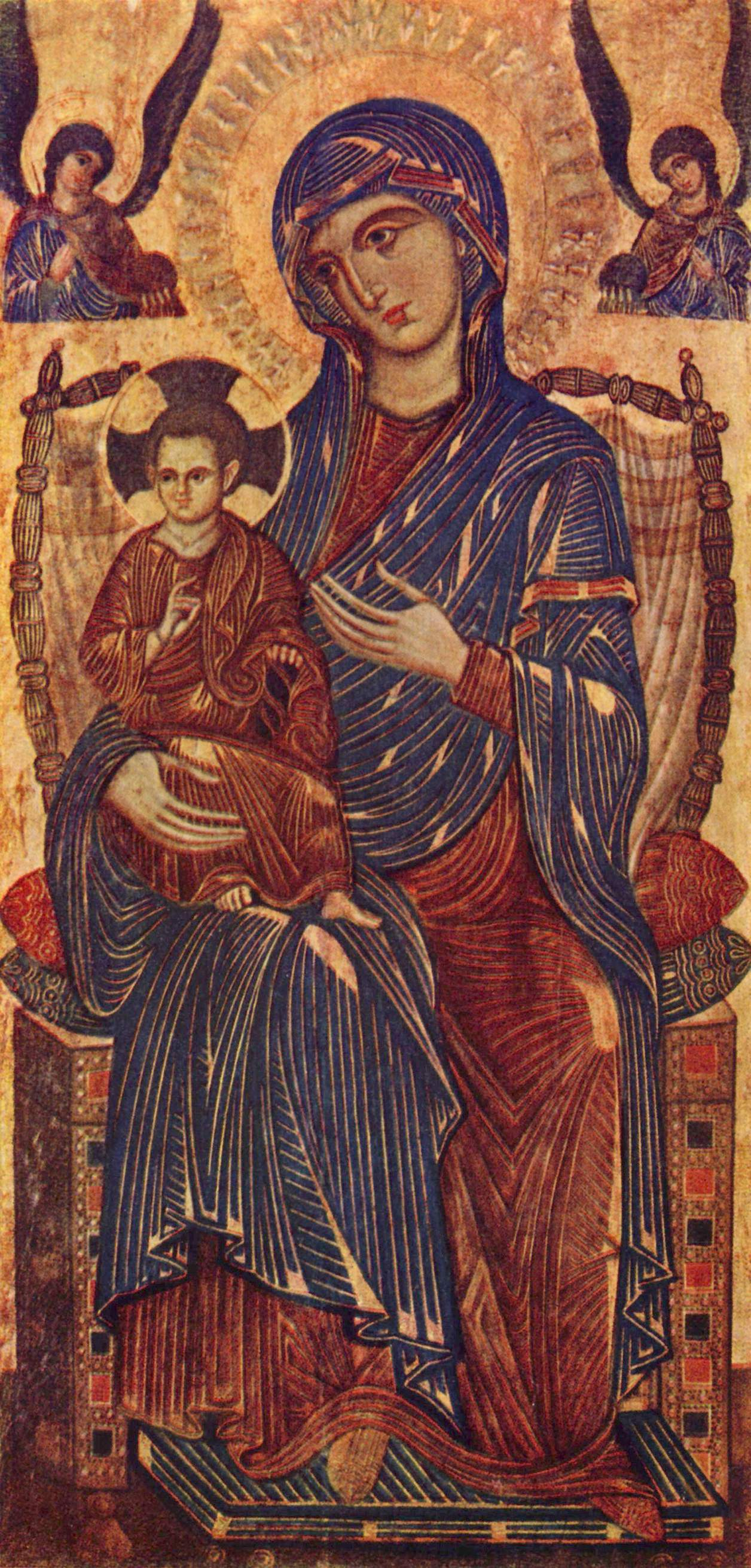
«Богородиця на троні», тосканський анонім, XIII ст.
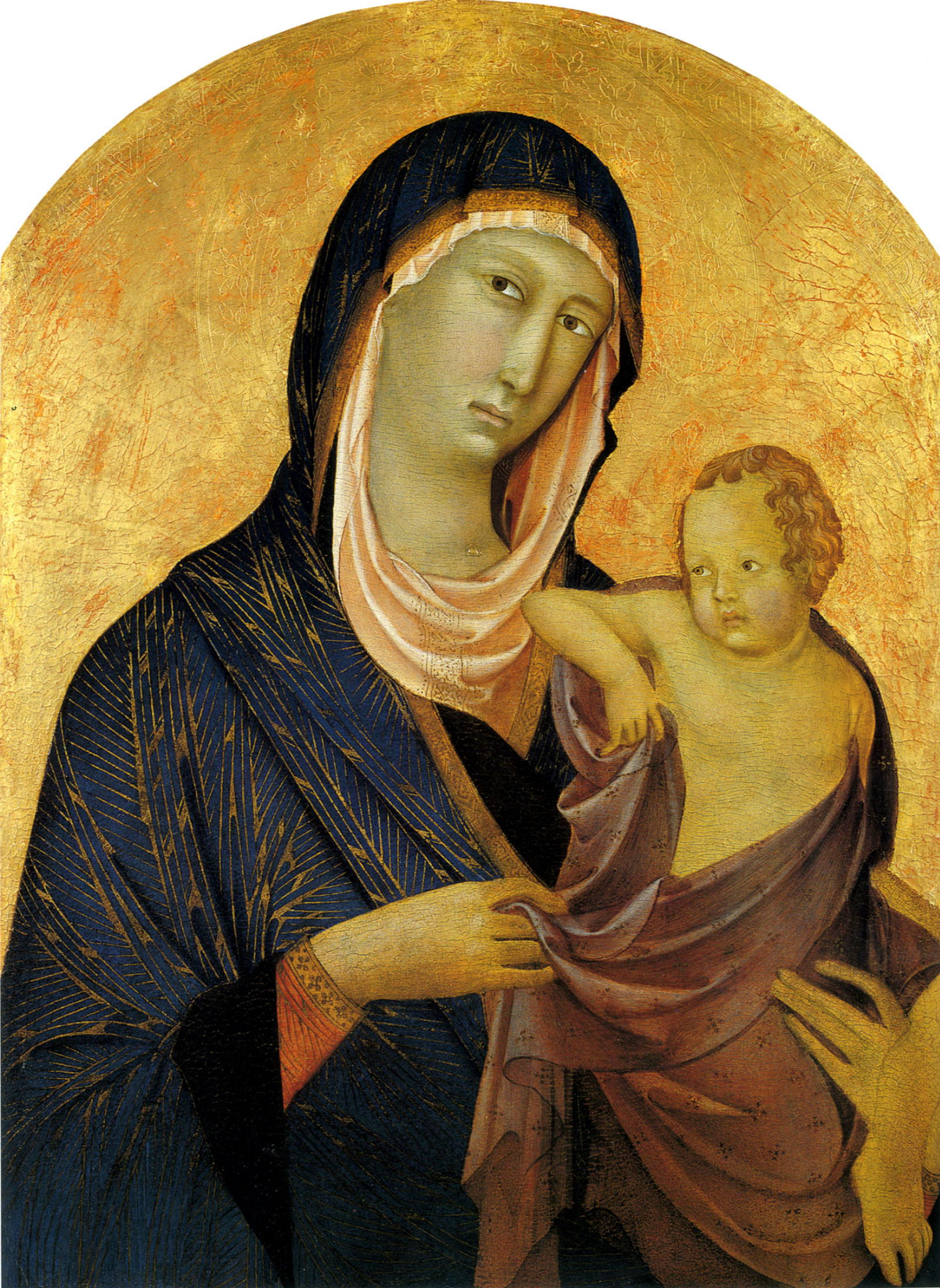
Сенья ді Бонавентура. «Богородиця з немовлям», перша половина XIV ст.
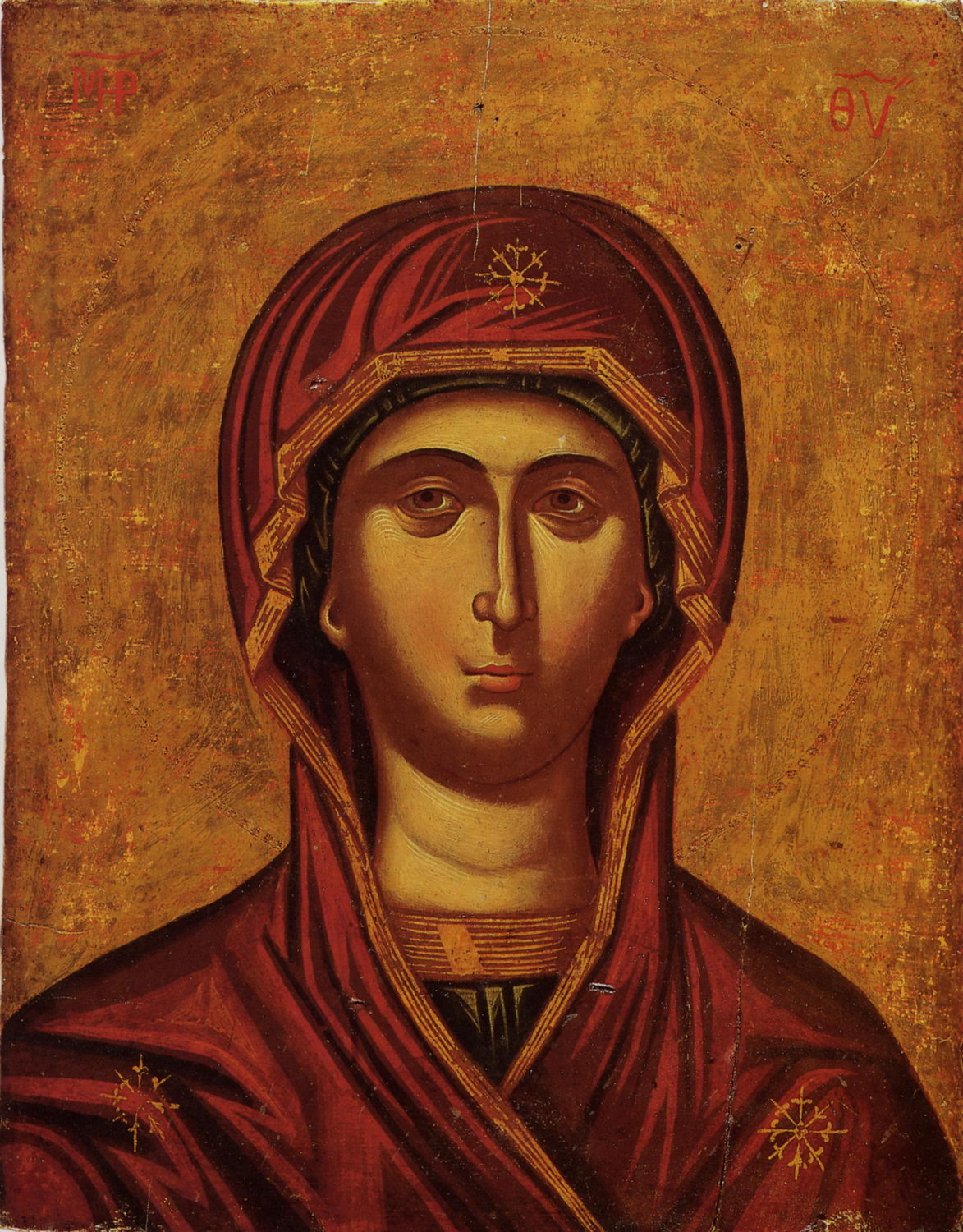
«Богородиця», Критська школа, XVII ст.

## Відмінності візантійського іконопису від іконопису Московії. «Візантія після Візантії»
Ідеал, найкращі досягнення в мистецтві (жорстко контрольованого церквою), в візантійській культурі перемістили в минуле, вектор розвитку спрямували не вперед, в назад, в минуле. Минувшина в останні три століття візантійського живопису почала задавати норму і канон, і зразок бажаної і схвальної поведінки, схвальної художньої манери і традиції. Вектор пошуків спрямували в минуле, а не на пошук нових шляхів в мистецтві чи на пошук нових композицій. Почалися незворотні процеси розбіжностей між мистецтвом Західної Європи і мистецтвом Візантії та країн в її культурній орбіті.
Консервативні тенденції в мистецтві і культурі Візантії переважатимуть. Диктат вже вироблених канонів спонукатиме не до пошуків нового, а до постійного повторення вже вироблених і застиглих зразків. Візантійське мистецтво вичерпає здатність до змін і розвитку настільки повно, що один з сучасників-візантійців XV століття гірко зауважить, що його поколінню нема що сказати. Фрески в Нерезі — ще відбиток доби вищого розвитку візантійського мистецтва на порозі нової і довгої кризи.
Візантійська художня традиція ще зберігає привабливість навіть для західноєвропейських художників, але вони вже самі здатні запропонувати нові деталі, нове розуміння простору і часу, нові композиції, бо мало рахуються з жорсткими канонами Візантії. Митцям Західної Європи буде що сказати про природу, історію і світ людських почуттів найближчі 800 років.

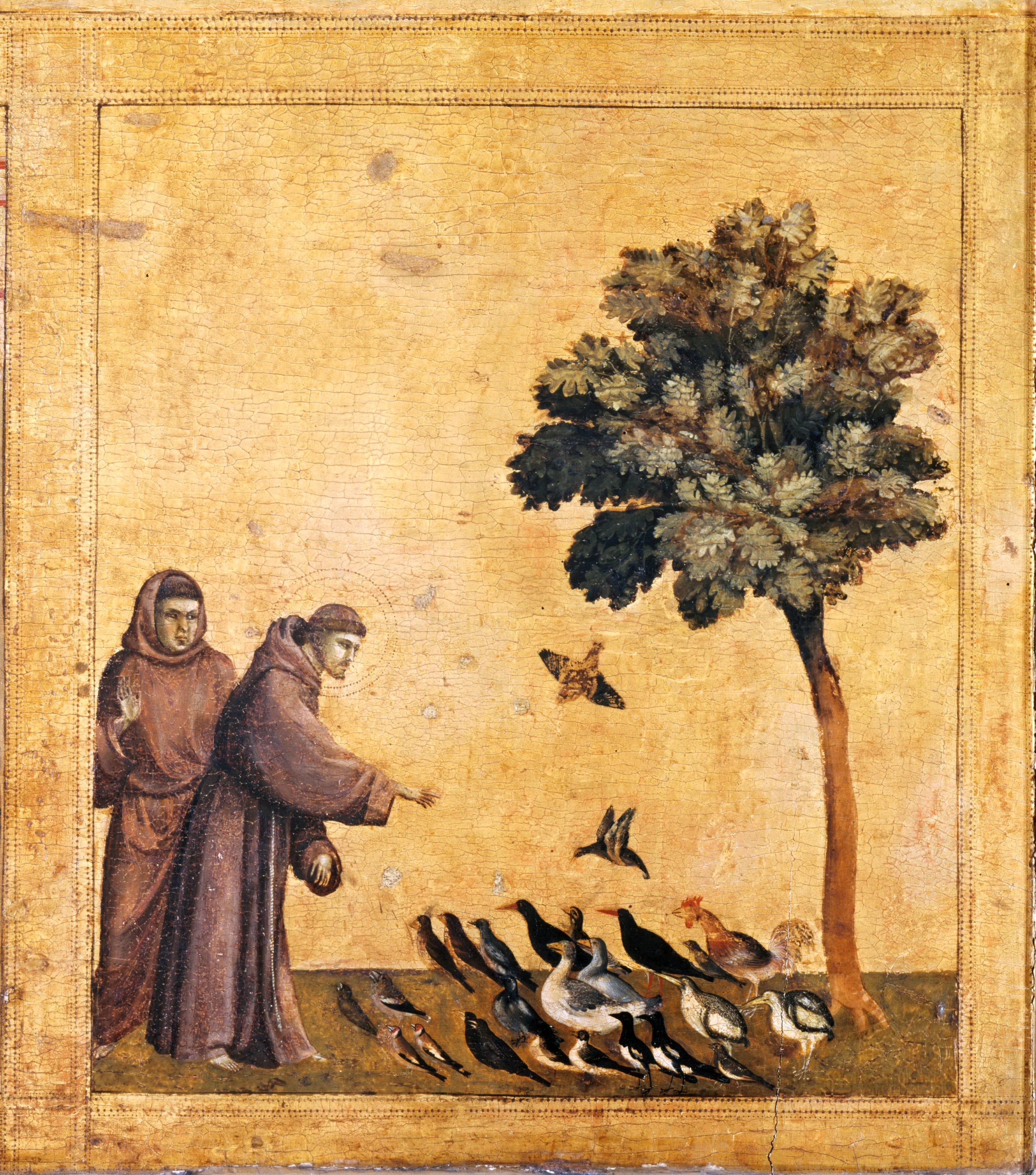
Джотто. «Проповідь птахам Св. Франціска»
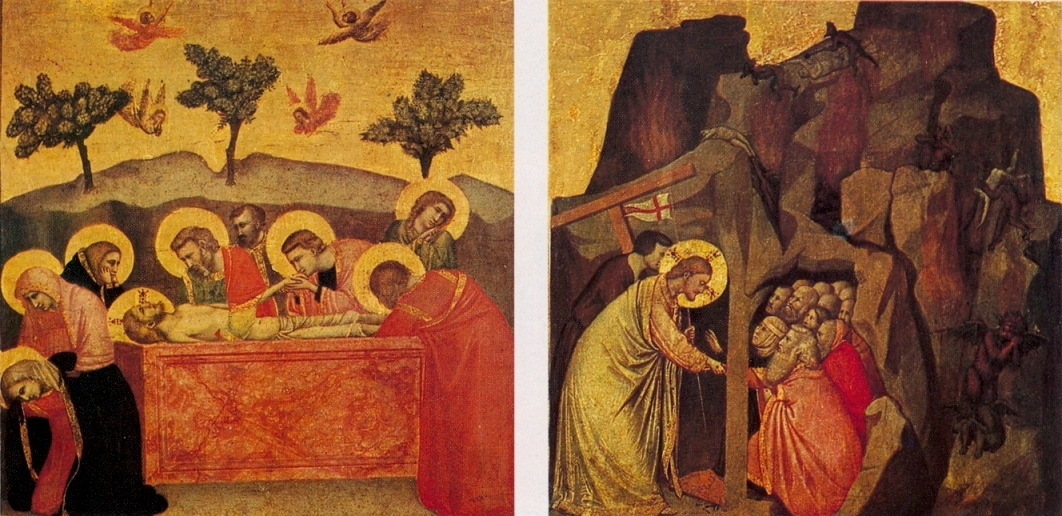
Джотто, «Оплакування Христа». «Зшестя в безодню».
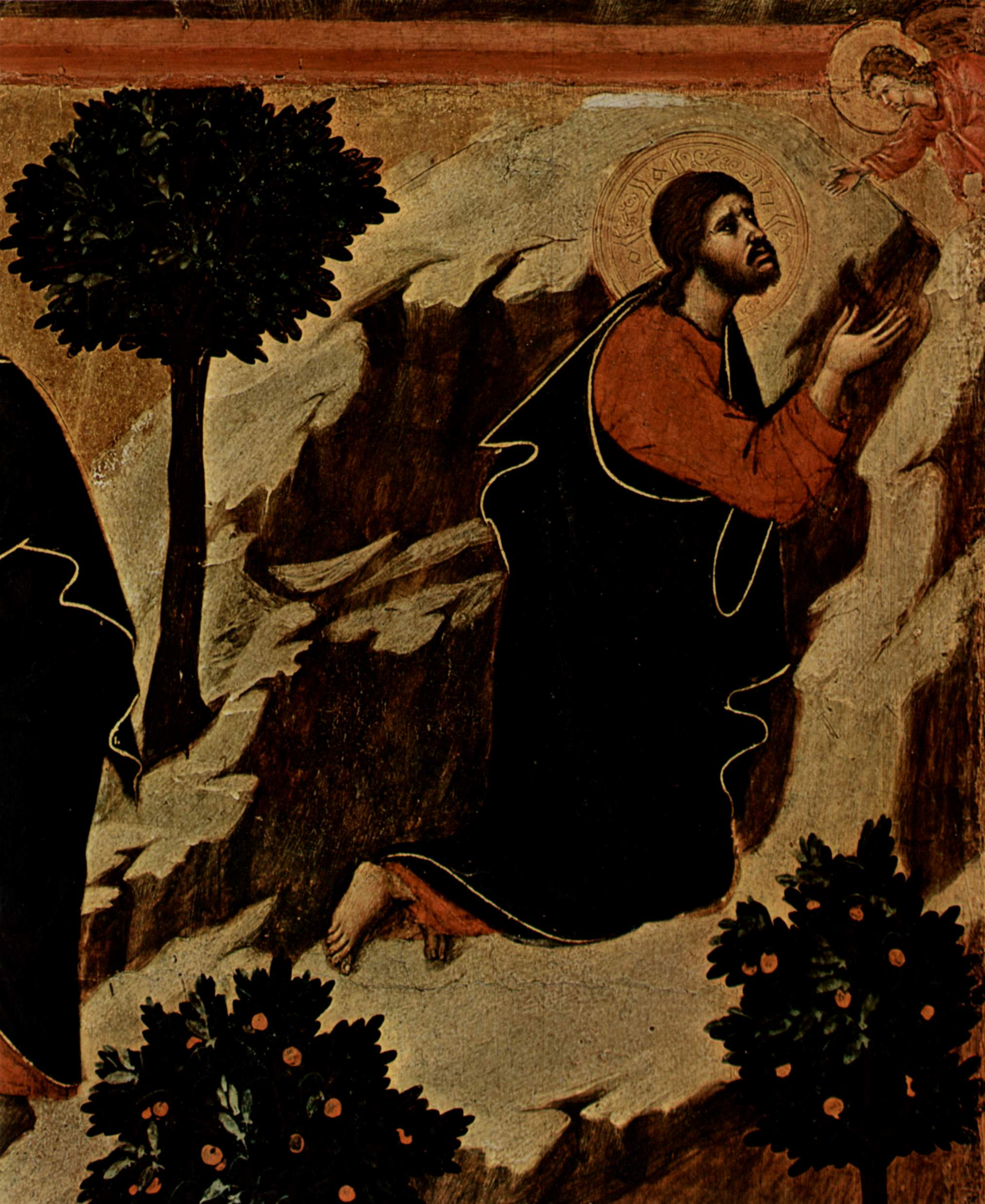
Дуччо ді Буонінсенья. «Моління про чашу», 1311 р., Сієна.

Зникнення Візантійської імперії з політичної мапи Європи не обірвало існування її мистецтва. Особливо це відбилось на мистецтві країн, споріднених зі зниклою Візантією спільним віросповіданням — православ'ям. Сербія та Болгарія в періоди піднесення власної державності копіювали аристократичне і сакральне мистецтво Візантії в усіх їх проявах — в побудові державного устрою, в економіці, в припалацовому церемоніалі, в пам'ятках образотворчого мистецтва. Сюди роками вивозили рукописи з візантійськими мініатюрами, ікони, коштовний посуд та візантійські тканини, твори ужиткового мистецтва, запрошували на працю священиків, візантійських фрескістів чи мозаїчистів. Але живопис цих країн втратив творчий характер і прийняв сталий, помертвілий канон, підкреслено традиційно-середньовічні форми іконографії.

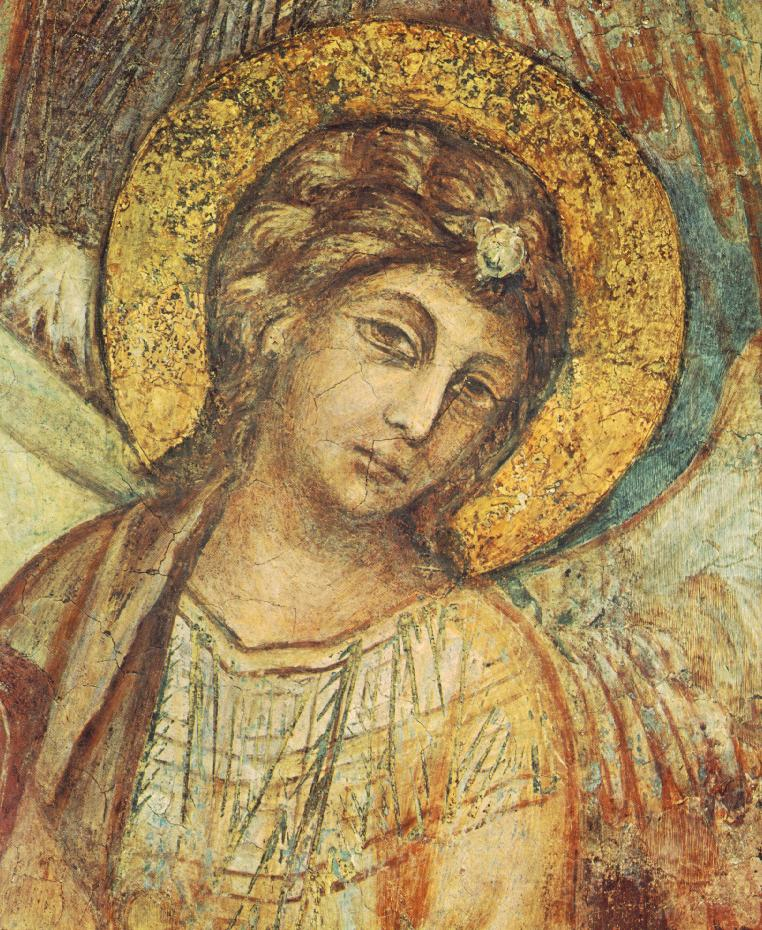
Янгол роботи Чімабуе за візантійським зразком, фрагмент, до 1280
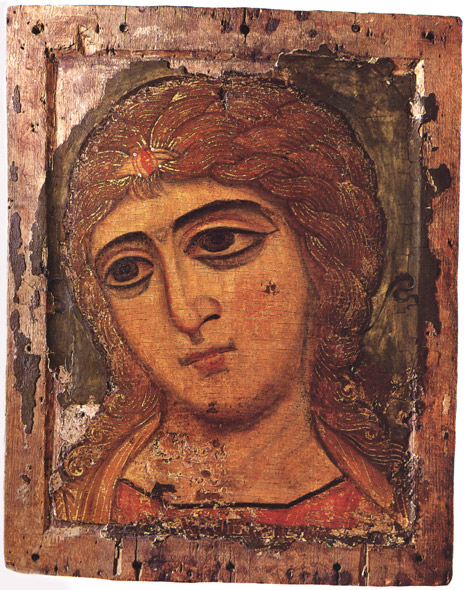
«Янгол Золоті Власи», XII століття, Держ. Російський музей, ікона з композиції деісус

Помітні культурні зв'язки зберігались і з релігійними і культурними центрами Західної Європи, незважаючи на військове суперництво і бажання включити Візантію у власні державні утворення. Мистецтво Візантії приваблювало імператорів оттоновської Німеччини, Карла Великого в роки створення ним власної імперії. Зразки візантійського мистецтва вважали бажаним для себе нормани в Сицилії, настоятелі бенедиктинських монастирів Італії. Західна Європа тісно стикалась з візантійським художнім спадком як в добу власного середньовіччя, так і в добу відродження. Наприкінці XX століття навіть виник термін «Візантія після Візантії», котрим позначили період занепаду її культури в століття, коли її самої вже не існувало.

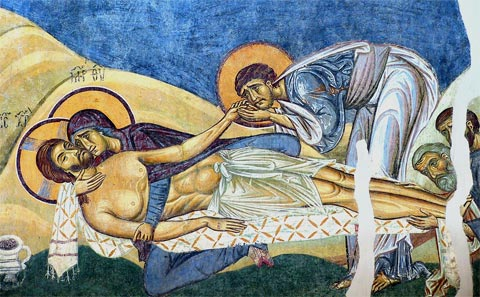
Монастир Святого Пантелеймона, Нерезі (біля Скоп'є). Візантійська фреска «Оплакування Христа», 1164 рік.

## Вибрані зразки візантійських орнаментів

Упорядник Овен Джонс. Візантійські орнаменти, з видання «Граматика орнаментів» 1895 р.

Св. Вакх в орнаментальній рамі. Монастир Дафні, мозаїка 12 ст.